# Aeropuerto

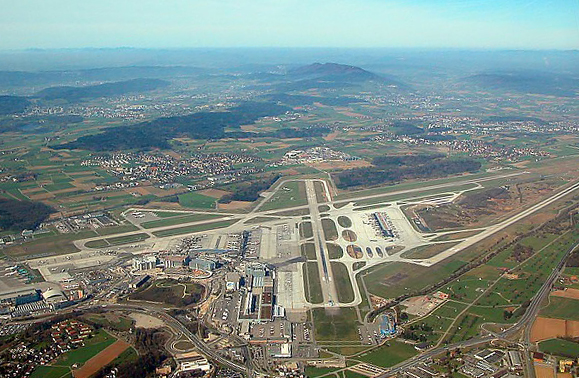
Vista aérea del aeropuerto de Zúrich, Suiza.

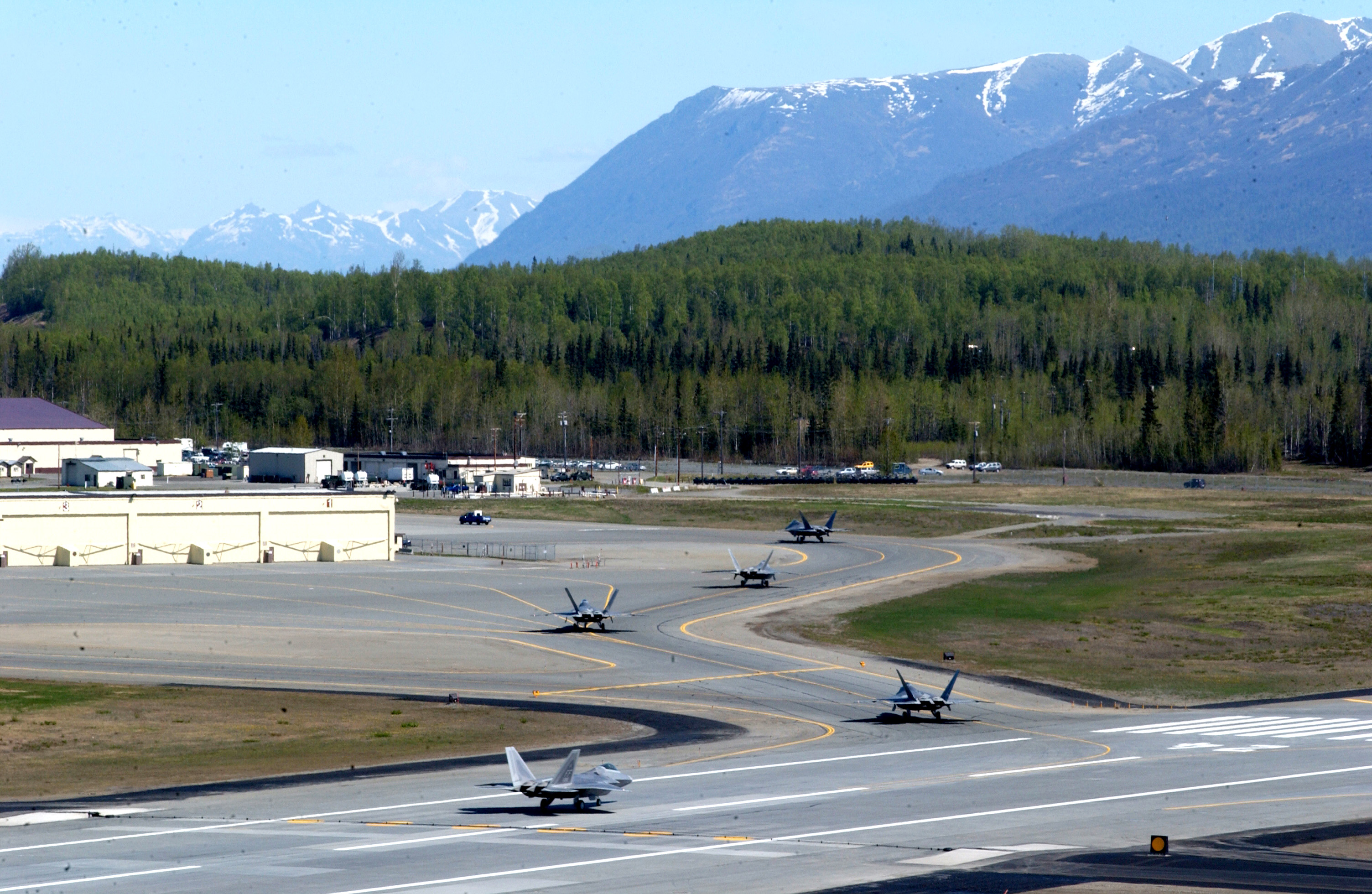
Aviones de combate en la pista de carreteo en la base de Elmendorf, Alaska, EUA

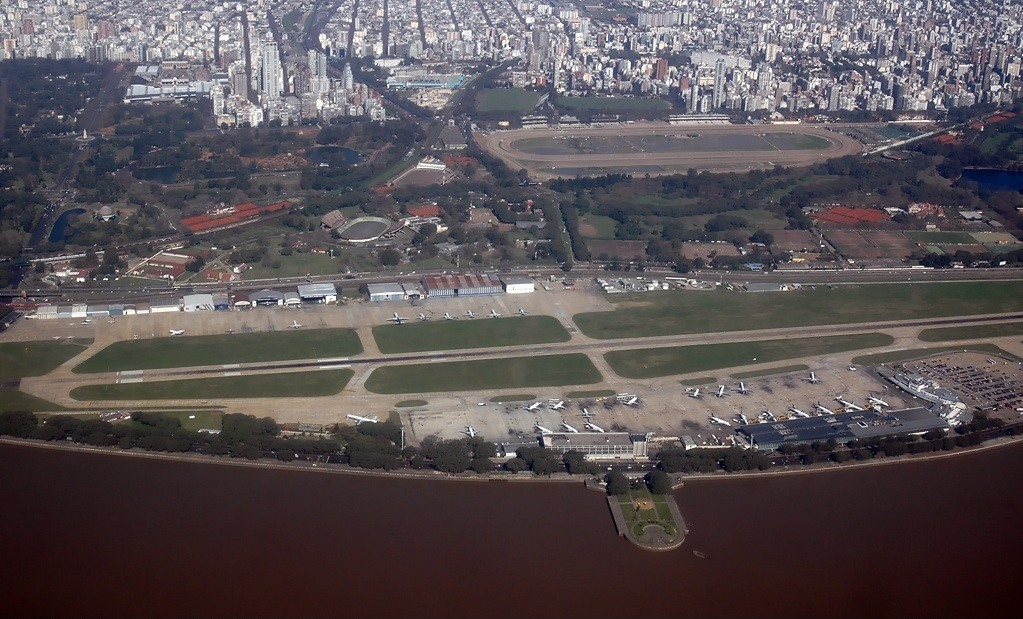
Vista aérea del Aeroparque Jorge Newbery, Buenos Aires, Argentina.

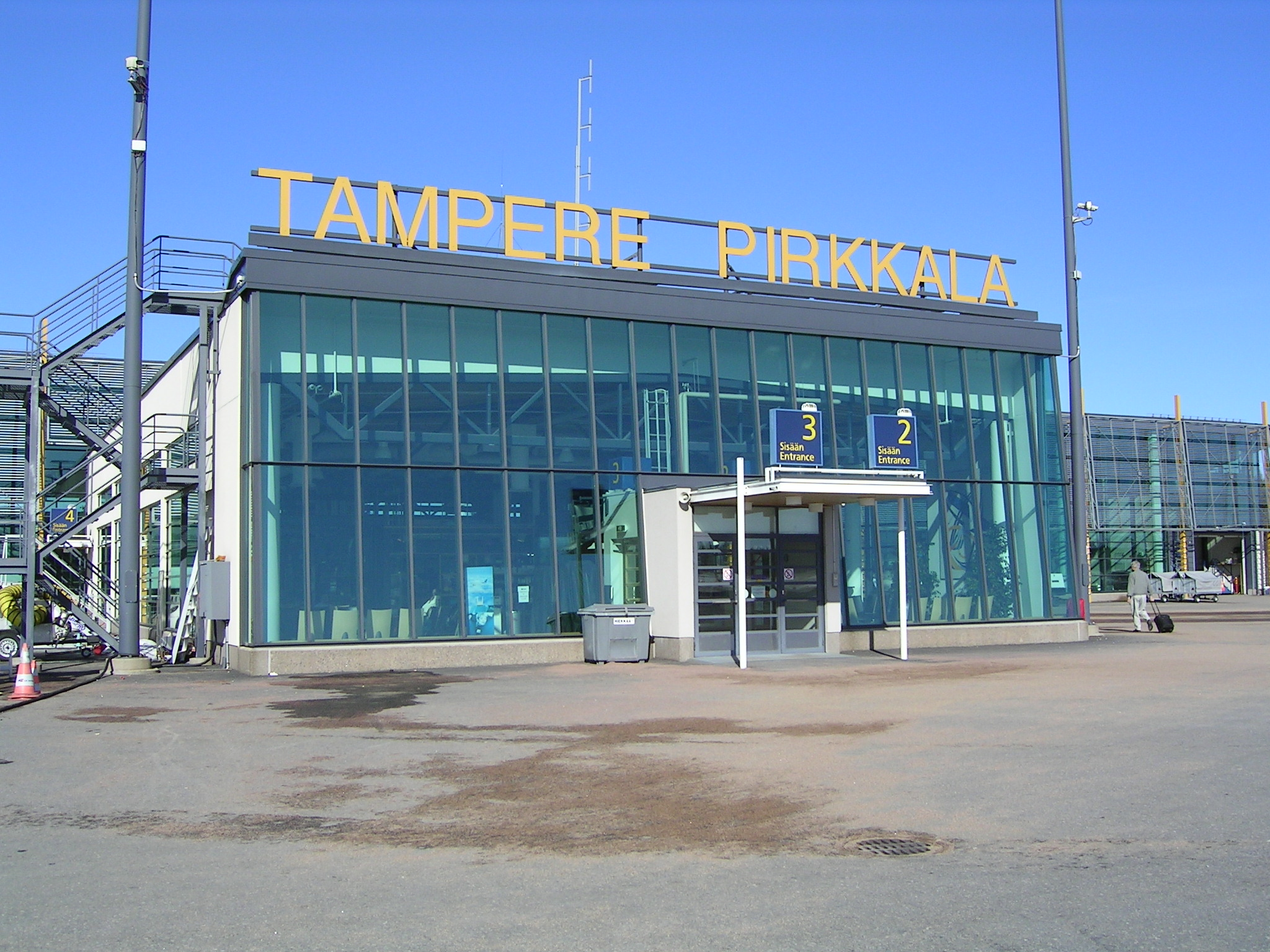
Terminal 1 del Aeropuerto de Tampere-Pirkkala del Pirkkala, unos 17 kilómetros al suroeste de la ciudad de Tampere, Finlandia.

Un aeropuerto es un aeródromo con terminal para el viaje de transporte aéreo en aeronave. Sus funciones son diversas, entre ellas el aterrizaje y despegue de aeronaves, embarque y desembarque de pasajeros, equipaje y mercancía, reabastecimiento de combustible y mantenimiento de aeronaves, así como lugar de estacionamiento para aquellas que no están en servicio. Pueden servir para uso de la aviación militar, comercial o general.
Se dividen en dos secciones:
1. El «lado aire» (del inglés air-side), que incluye la pista (para despegue y aterrizaje), las pistas de carreteo, los hangares y las zonas de aparcamiento de los aviones (zonas Apron).
2. El «lado tierra» del aeródromo (del inglés land-side) está dedicado al pasajero, e incluye la terminal de pasajeros, las zonas de comercio, aduanas, servicios, estacionamientos de automóviles y demás.

## Definición
Un aeródromo es un área definida de superficie terrestre (que incluye todas sus edificaciones, instalaciones y equipos), destinado total o parcialmente a la llegada, partida o movimiento de aeronaves. Son aeropuertos aquellos aeródromos públicos que cuentan con servicios o intensidad de movimiento aéreo que justifiquen tal denominación. Aquellos aeródromos con vuelos provenientes del o con destino al extranjero, donde se presten servicios de sanidad, aduana, migraciones y otros, se denominan aeródromos o aeropuertos internacionales.
Los helipuertos se definen como aeródromos destinados a ser utilizados solamente por helicópteros, por tanto, le son aplicables las disposiciones relativas a la clasificación y a los procedimientos de autorización vigente para aeródromos.
Los hidroaviones aterrizan en superficies con agua, tales como el mar o lagos, de forma que necesitan tener zonas libres de obstáculos y aguas tranquilas. También existen helicópteros anfibios y RPAS que amerizan.

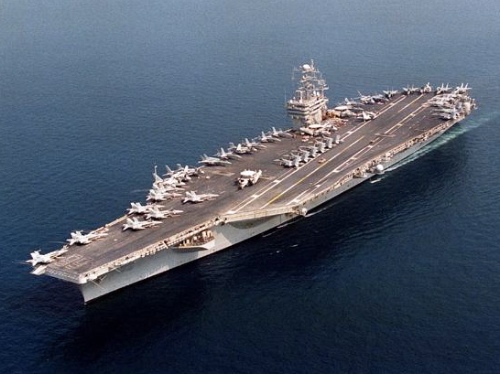
Un portaaviones, ejemplo de base aérea.
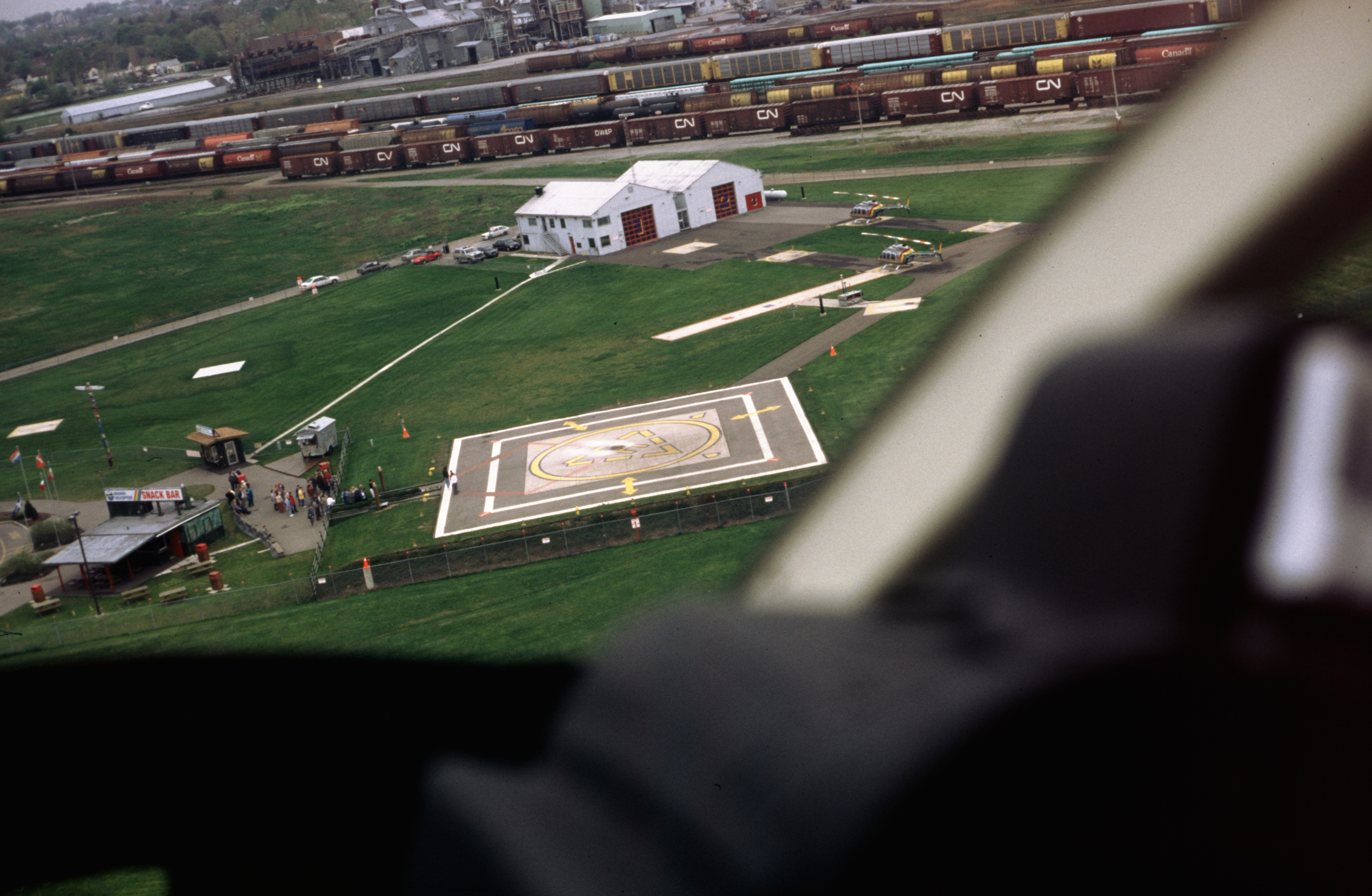
Helipuerto en las Cataratas del Niagara, Ontario, Canadá.

## Tipos de aeropuertos

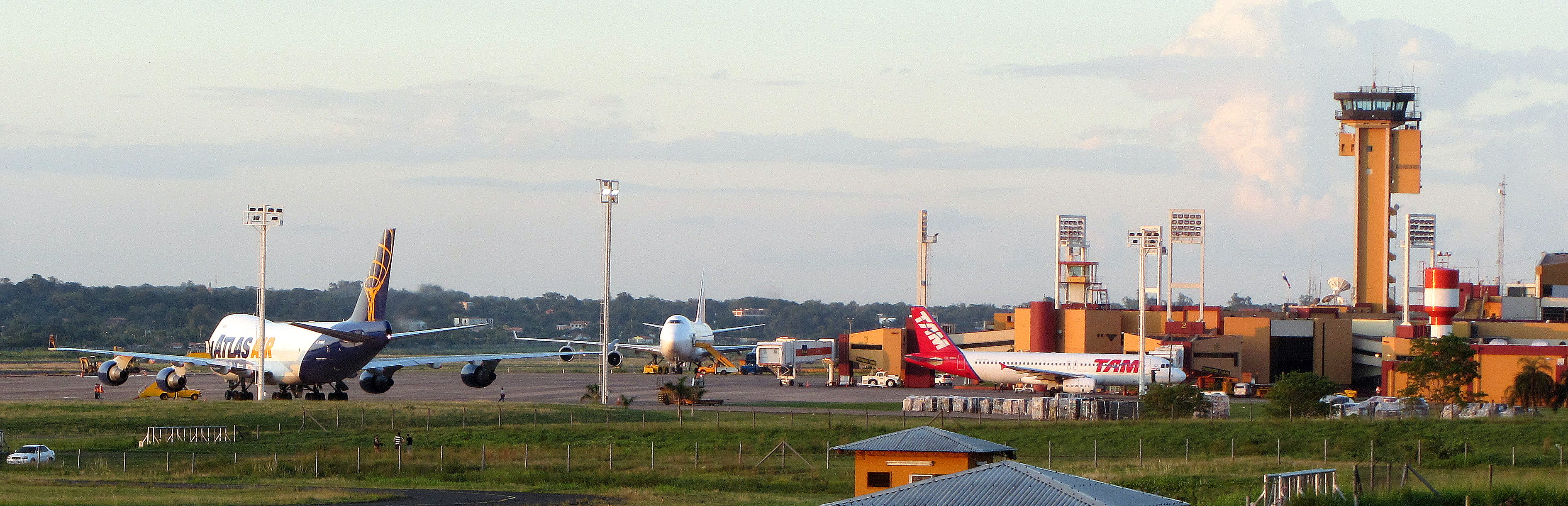
El Aeropuerto Internacional Silvio Pettirossi de Asunción, Paraguay, comparte sus pistas con la Fuerza Aérea Paraguaya.

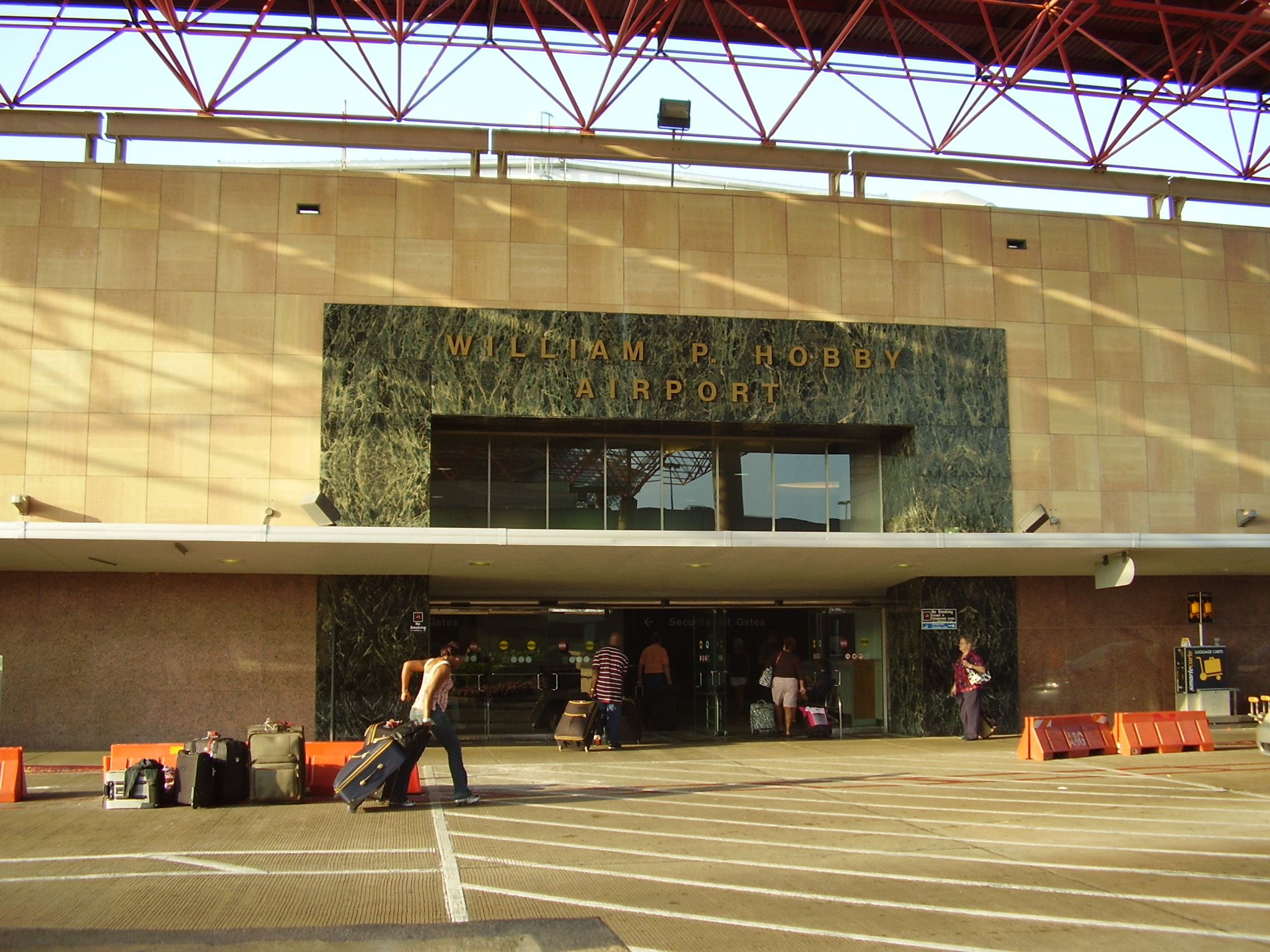
El Aeropuerto William P. Hobby en Houston, Texas, Estados Unidos es un aeropuerto nacional.

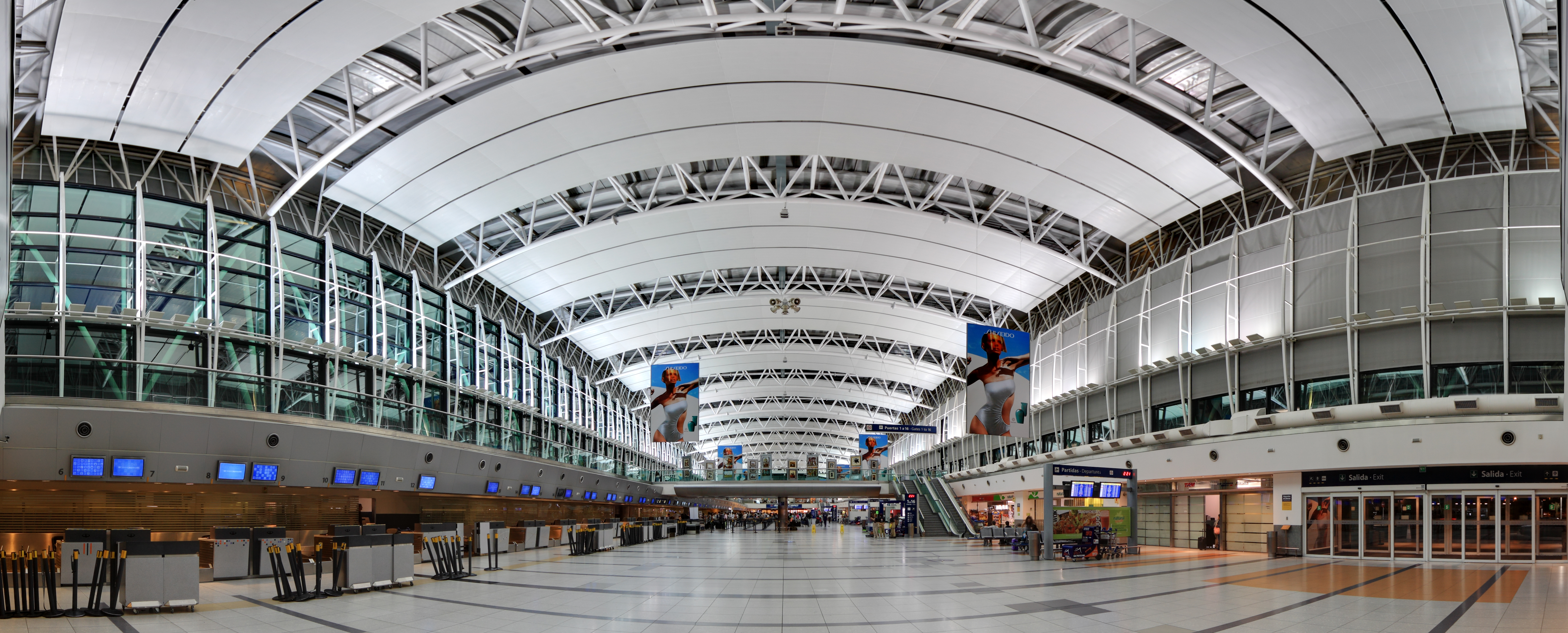
El Aeropuerto Internacional Ministro Pistarini en Ezeiza, Argentina es un aeropuerto internacional.

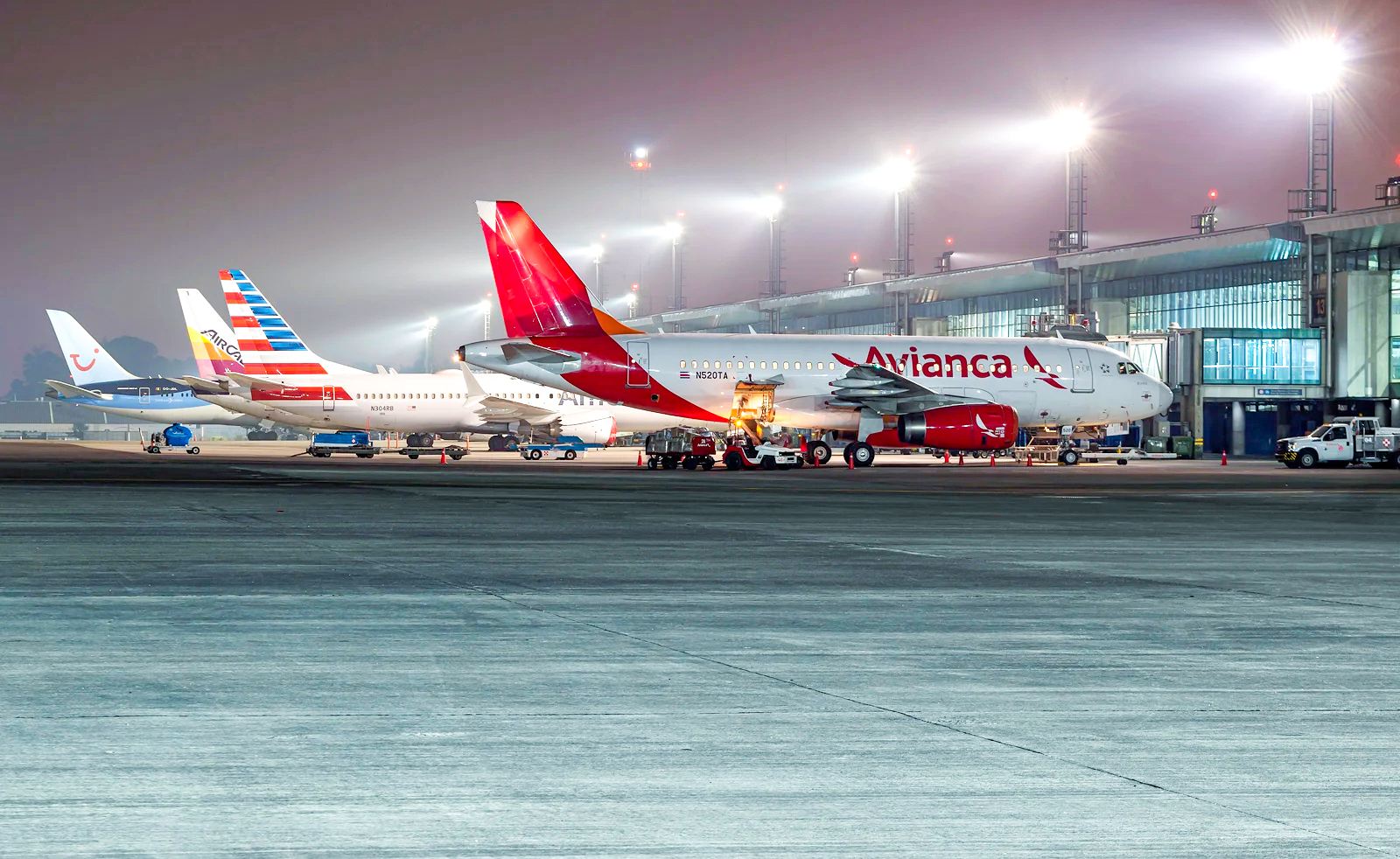
El Aeropuerto Internacional La Aurora en la Ciudad de Guatemala, Guatemala es un aeropuerto internacional de uso público y militar.

Según el tipo de actividad se distinguen los siguientes aeropuertos:
- Base aérea
- Aeropuerto civil
- Aeródromo deportivo
- Aeródromo de apoyo a servicios públicos
- Aeropuerto de aviación general
- Aeropuerto de aviación corporativa
- Aeropuerto de carga aérea
- Aeropuerto comercial
- Aeropuerto regional/Nacional
- Aeropuerto turístico
- Aeropuerto low-cost
- Aeropuerto hub
- aeropuerto militar o base aérea militar

Según el tipo de vuelos se distinguen dos tipos:
- Aeropuerto nacional
- Aeropuerto interregional
- Aeropuerto internacional

### Aeropuertos de interés general
Son aeropuertos de interés general:
1. Los que reúnen las condiciones para servir tráfico internacional.
2. Aquellos que por su situación, características o su capacidad de generar tráfico, puedan incidir en la ordenación del transporte o del espacio aéreo, o en el control del mismo.
3. Los que sean aptos para ser designados como aeropuertos alternativos de los anteriores.
4. Los que tengan interés para la defensa nacional.
5. Los espacios que cumplan con los estándares internacionales.

### Aeropuertos nacionales
Un aeropuerto nacional (también llamado aeropuerto de cabotaje o interno) es un aeropuerto que sirve solo vuelos nacionales, interiores a un mismo país, también llamados vuelos de cabotaje. Los aeropuertos nacionales carecen de oficinas de aduanas y de control de pasaportes y, por lo tanto, no pueden servir vuelos procedentes o con destino a un aeropuerto extranjero.
Estos aeropuertos tienen generalmente pistas cortas en las que solo pueden maniobrar pequeños aviones y donde operan vuelos de aviación general (es decir, no comercial, taxis aéreos, vuelos sanitarios, chárter, etc.). En muchos países carecen de controles de seguridad y escáneres de metal, pero poco a poco se han ido incorporando.
La mayoría de los aeropuertos municipales de Canadá y Estados Unidos son aeropuertos nacionales. En los aeropuertos internacionales canadienses existen terminales destinadas únicamente a los vuelos interiores. Por el contrario, algunos países pequeños carecen de aeropuertos nacionales públicos o incluso carecen de vuelos interiores, como, por ejemplo, Bélgica. También dentro de la categoría de aeropuertos nacionales se encuadran los aeródromos que sí poseen todos los sistemas de aproximación y balizamiento pero con operación de líneas aéreas locales.
Los aeropuertos nacionales o internos son a veces mal llamados aeropuertos domésticos, debido a una mala traducción del inglés domestic. Este es un extranjerismo incorrecto que se debe evitar.

## Componentes de un aeropuerto
En un aeropuerto, desde el punto de vista de las operaciones aeroportuarias, se pueden distinguir dos partes: el denominado lado aire y el llamado lado tierra. La distinción entre ambas partes se deriva de las distintas funciones que se realizan en cada una.
En el lado aire, la atención se centra en las aeronaves y todo se mueve alrededor de lo que estas necesitan. El principal componente de esta parte es la pista de aterrizaje, pero dependiendo del tipo de aeropuerto, puede que tenga calles de rodaje, plataformas de estacionamiento y hangares de mantenimiento. La plataforma (también conocida como apron del inglés) es el área destinada a dar cabida a las aeronaves mientras se llevan a cabo las operaciones de embarque y desembarque de pasajeros o mercancías, así como otras operaciones de atención a la aeronave (abastecimiento de combustible, mantenimientos menores, limpieza).
En el lado tierra, los servicios se concentran en el manejo de los pasajeros y sus necesidades. Su principal componente es la terminal (para un aeropuerto comercial de pasajeros) o las bodegas y terminal de carga (para un aeropuerto de carga). Usualmente todos los aeropuertos tienen ambos componentes. Es posible que un juego de pistas de aterrizaje sea también utilizado por aviones militares.
El volumen de pasajeros y el tipo de tráfico (regional, nacional o internacional) determinan las características que debe tener la infraestructura.
Un área importante en todo aeropuerto es la denominada torre de control, en la cual se encuentran los llamados controladores del tráfico aéreo o ATCO (por sus siglas en inglés), encargados de dirigir y controlar todo el movimiento de aeronaves en el aeropuerto y en la zona aérea bajo su jurisdicción.

## Pistas de despegue y aterrizaje

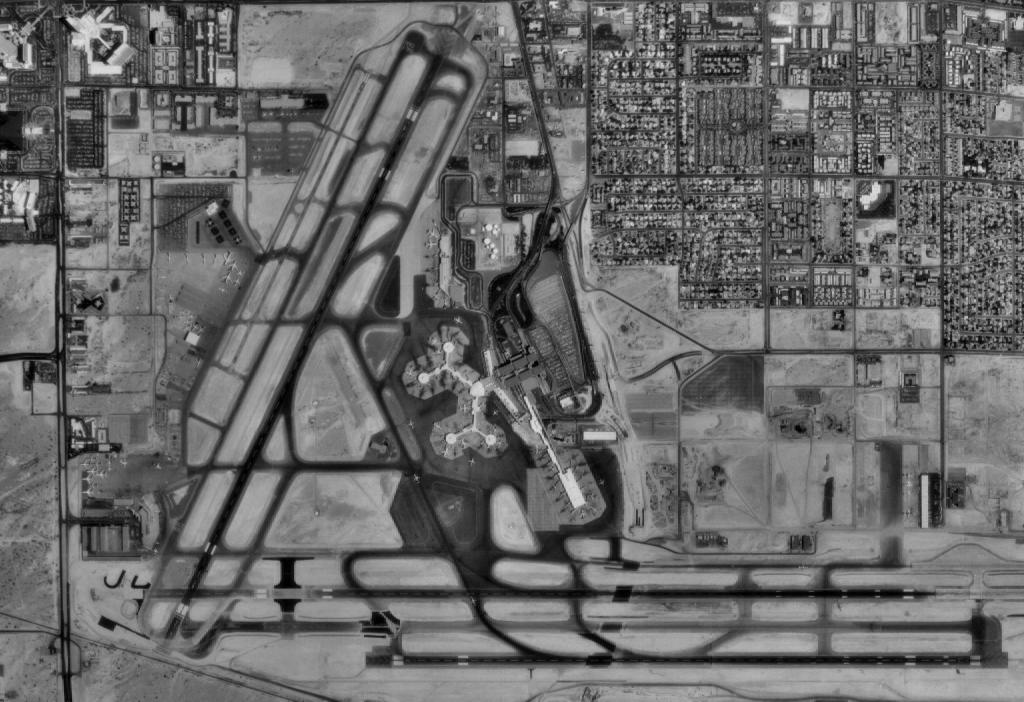
Vista de satélite del Aeropuerto Las Vegas,Estados Unidos. Nótese que son tres las pistas de aterrizaje y despegue.

La pista es la parte más importante de un aeródromo pues permite a las aeronaves que están en tierra llegar a las velocidades necesarias para lograr la sustentación en el aire, y permite a aeronaves en vuelo, tomar tierra. La pista forma parte del lado aire de un aeródromo. Salvo contadas excepciones, toda pista permite operaciones de aterrizaje y de despegue de aeronaves.
Las pistas necesitan ser lo suficientemente largas y anchas para que permitan operaciones de aterrizaje y despegue de aquellos aviones de mayor tamaño que operen el aeropuerto. Es decir, la pista será el limitante para los diferentes tipos de aeronaves que puedan aterrizar en ella.
En aeropuertos de alto tráfico existen las pista de carreteo, que son pistas auxiliares que agilizan el tráfico de aeronaves en tierra firme y aumentan el número máximo de operaciones que se pueden llevar a cabo.

Las cabeceras de las pistas de aterrizaje de los aeropuertos necesitan estar libres de cualquier obstáculo que pueda entorpecer o poner en riesgo la operación de aterrizaje/despegue de la aeronave. La línea de aproximación de aeronaves, por esta razón, necesita estar libre de torres y edificios.

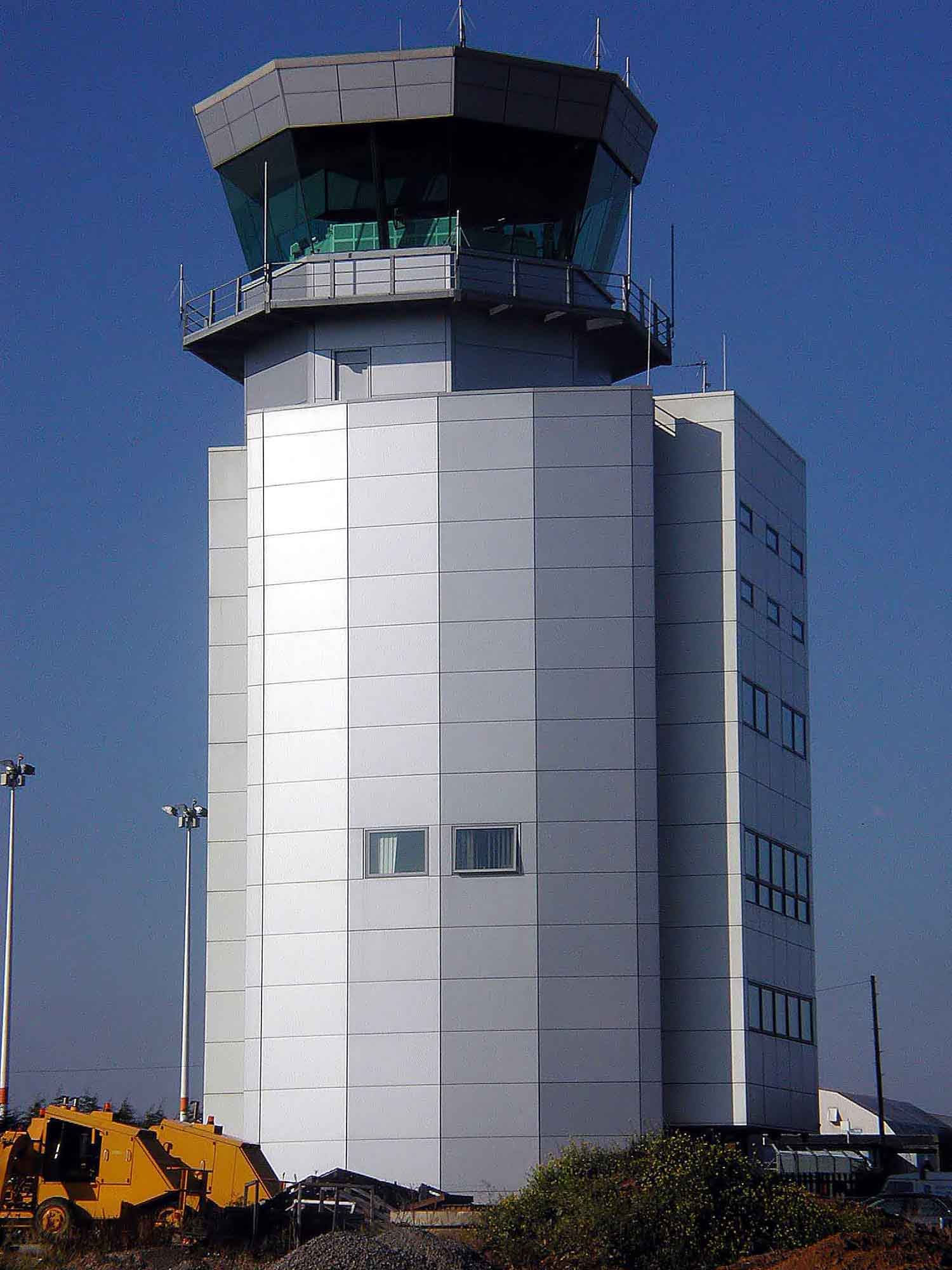
Torre de control del aeropuerto de Bristol, Reino Unido.

Las pistas de aterrizaje y despegue deben orientarse de acuerdo al patrón de vientos de la región: para la seguridad de una operación de aterrizaje o despegue, la componente lateral del viento no debe superar una velocidad admisible para las aeronaves más pequeñas en el 95 % del tiempo; cuando suceden, crean turbulencias en la aeronave, aumentando las probabilidades de un accidente. En lugares donde la serie de vientos es tal que con una sola pista no se cumple tal reglamentación, debe construirse una segunda pista con su debida orientación.

## Grandes aeropuertos de uso civil (pasajeros o carga)

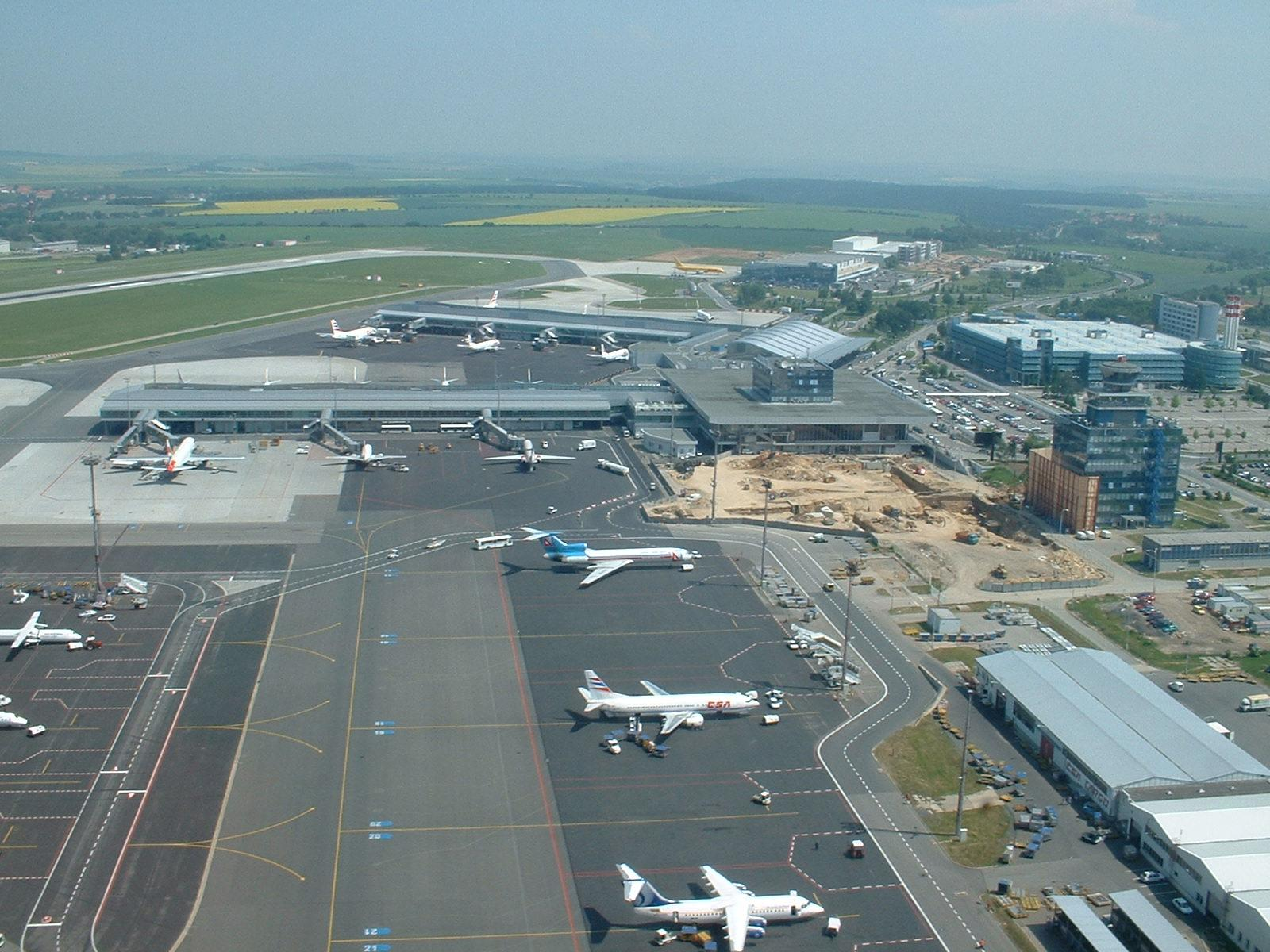
Aeropuerto Internacional de Praga, Rep. Checa. Nótese la terminal de pasajeros al fondo, la terminal de carga en primer plano, las pistas dedicadas a movimientos de vehículos y las guías de orientación de las aeronaves.

Los aeropuertos de uso civil están diseñados para la atención de pasajeros que utilizan el avión como medio de transporte, para carga y correo aéreo. La mayoría de los aeropuertos operan los tres, pero muchos atienden principalmente o pasajeros o carga/correo, dadas ciertas circunstancias:
- Localización (incluyendo la presencia de otros aeropuertos en la región)
- Servicios ofrecidos: Tamaño y calidad de la pista de aterrizaje/despegue, calidad de las terminales de pasajeros o carga, etc.)
- Factores económicos: tasa cobrada por la compañía aeroportuaria a los aterrizajes y aparcamiento de aeronaves en el aeropuerto, por ejemplo.

El tamaño de un aeropuerto y la variedad de servicios que ofrece depende principalmente de la cantidad de vuelos que atiende el aeropuerto y el movimiento de tráfico aéreo, que incluye el movimiento de pasajeros, carga y correo aéreo. Naturalmente, los aeropuertos que mueven una gran cantidad de pasajeros, con un alto movimiento de aeronaves, tienden a ocupar una mayor superficie.

## Terminal de pasajeros

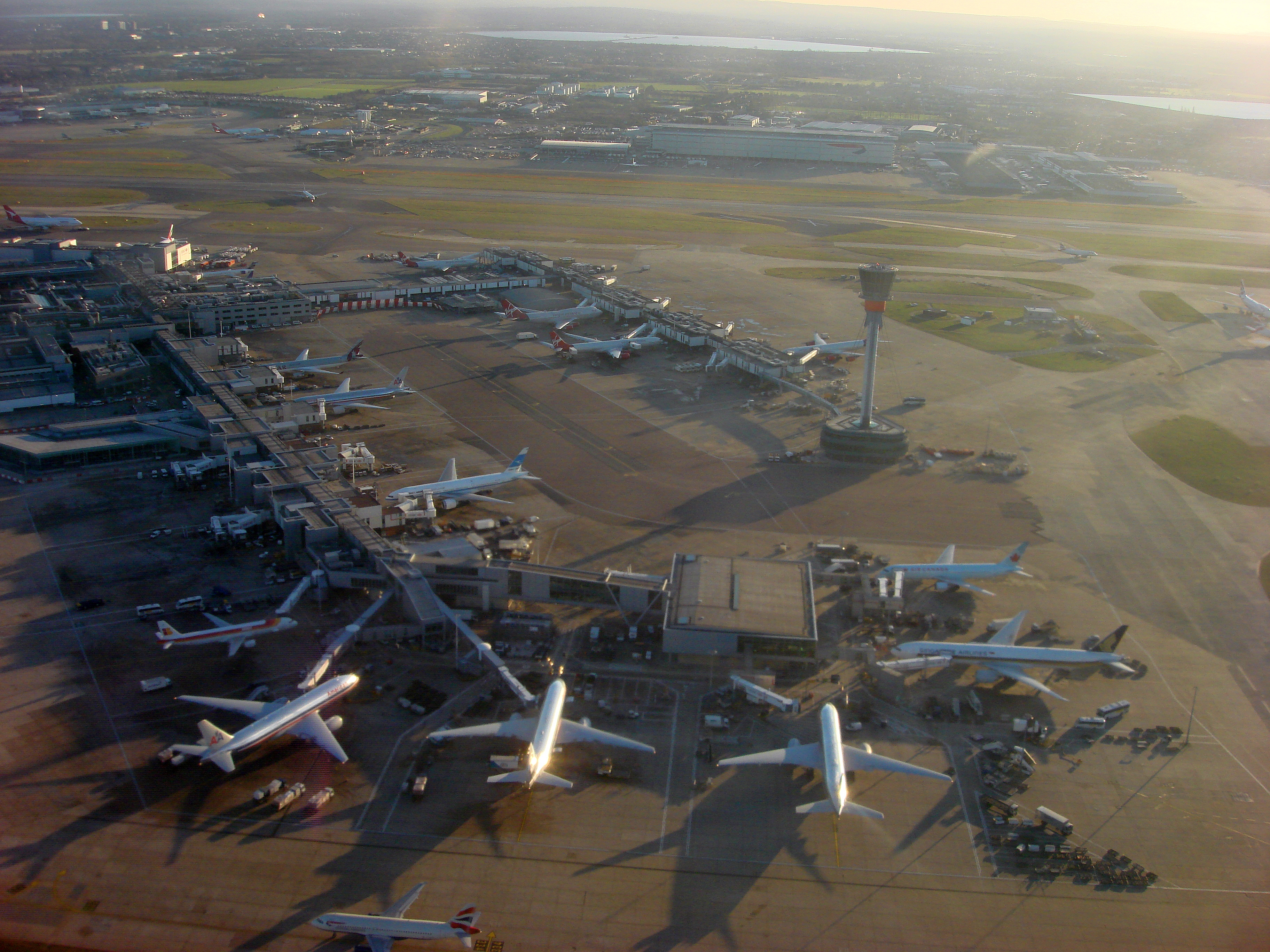
Espigones del de Terminal 3 Heathrow, Londres.

Son los edificios del lado tierra del aeródromo que permiten el manejo y control de pasajeros que embarcan o desembarcan aeronaves. Para los aeropuertos de pasajeros, las terminales tienen como función la conexión entre los modos de acceso, con el modo de transporte aéreo: Taxi, automóvil, autobuses, tren o metro.
Los centros aeroportuarios de gran o mediana categoría están bien equipados para la atención de aeronaves importantes, así como para el tráfico de pasajeros por el aeropuerto. En tales aeropuertos, hay áreas destinadas a la facturación, terminales separadas para el embarque (donde el pasajero espera su vuelo) y desembarque, servicios comerciales.

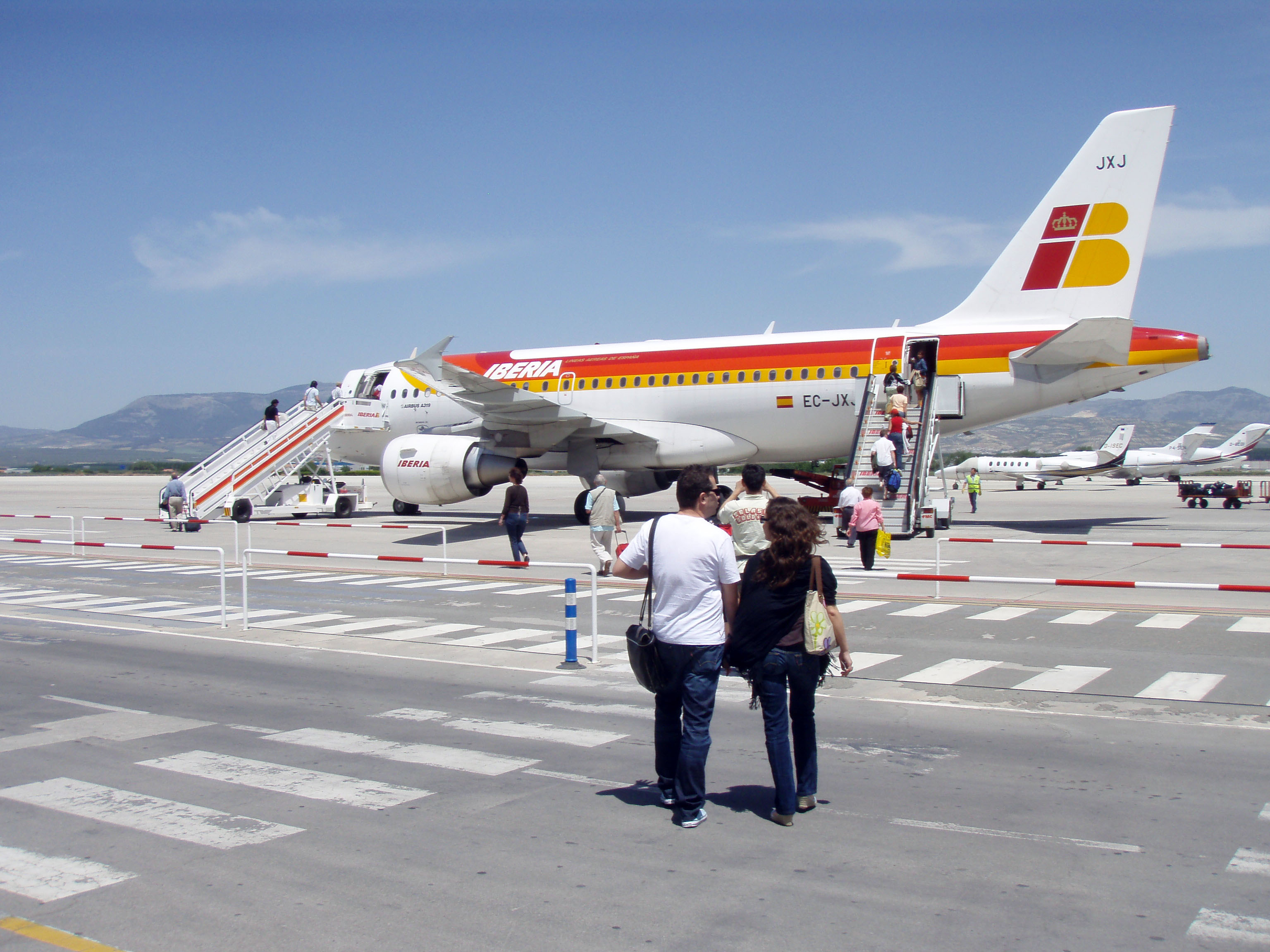
Embarque de un avión de Iberia desde la plataforma.

La configuración de la terminal está determinada por el tipo de tráfico (regional, nacional o internacional) y por la cantidad de viajeros. Los grandes aeropuertos tienen más de una terminal. Puede suceder que las ampliaciones hayan llevado a construir varios edificios para suplir la demanda.

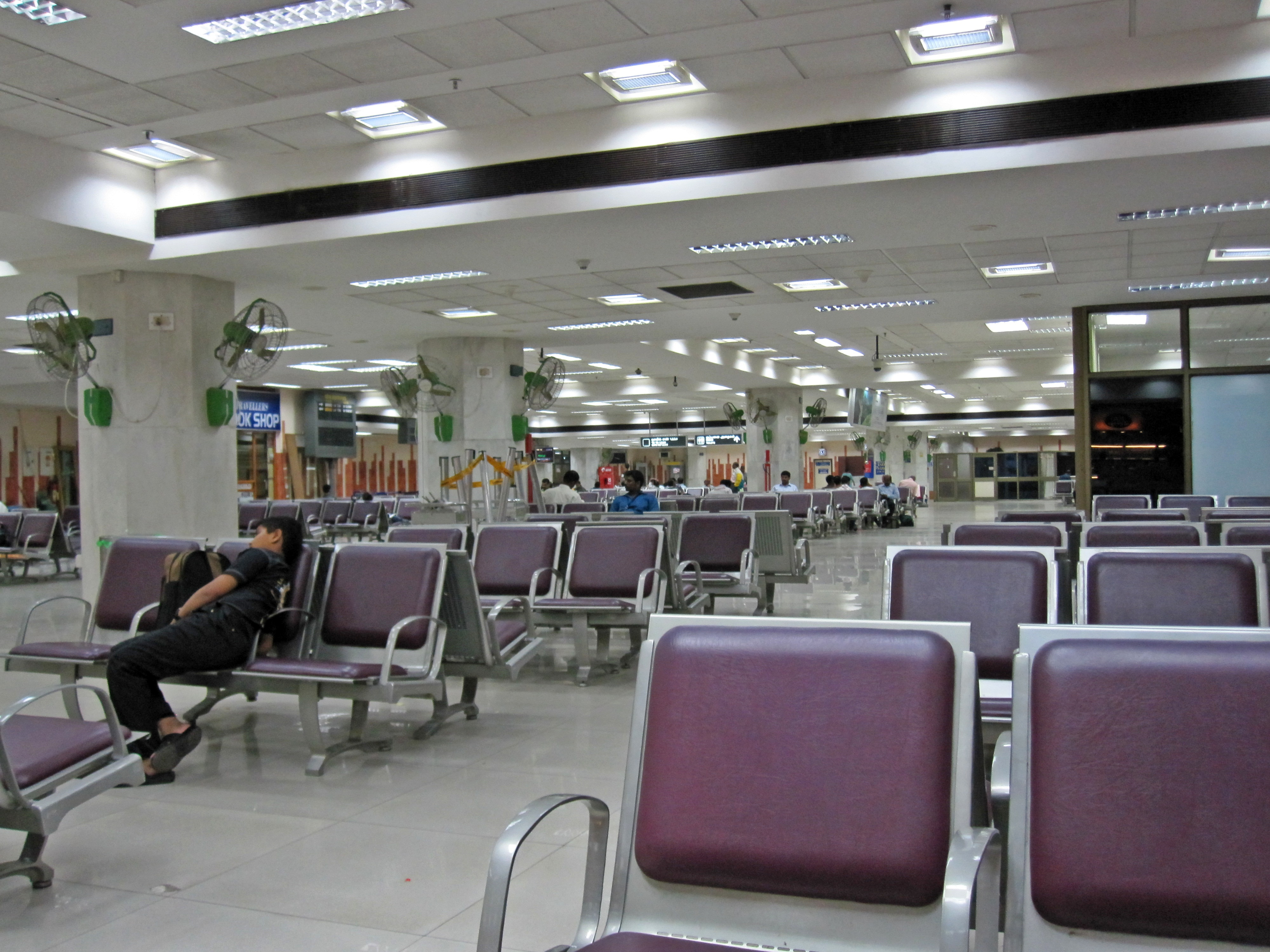
Interior del Aeropuerto Internacional de Chennai

Las terminales tienen las siguientes dependencias: vestíbulos de control, salas de embarque, bandas de equipajes, puertas de salida, zonas de esparcimiento, restaurantes, tiendas, bancos, cajas de cambio y aparcamiento de automóviles. Los aeropuertos internacionales tienen además controles migratorios (control de pasaportes y aduana. En la aduana, los pasajeros que salen o entran del país informan sobre el ingreso o salida de dinero y mercancías.
Por las recientes amenazas terroristas, los controles de acceso a las aeronaves es muy estricto. Además de máquinas detectoras de metales y escáneres corporales, muchos aeropuertos poseen máquinas de rayos X para la detección de materiales peligrosos en el equipaje de los pasajeros.

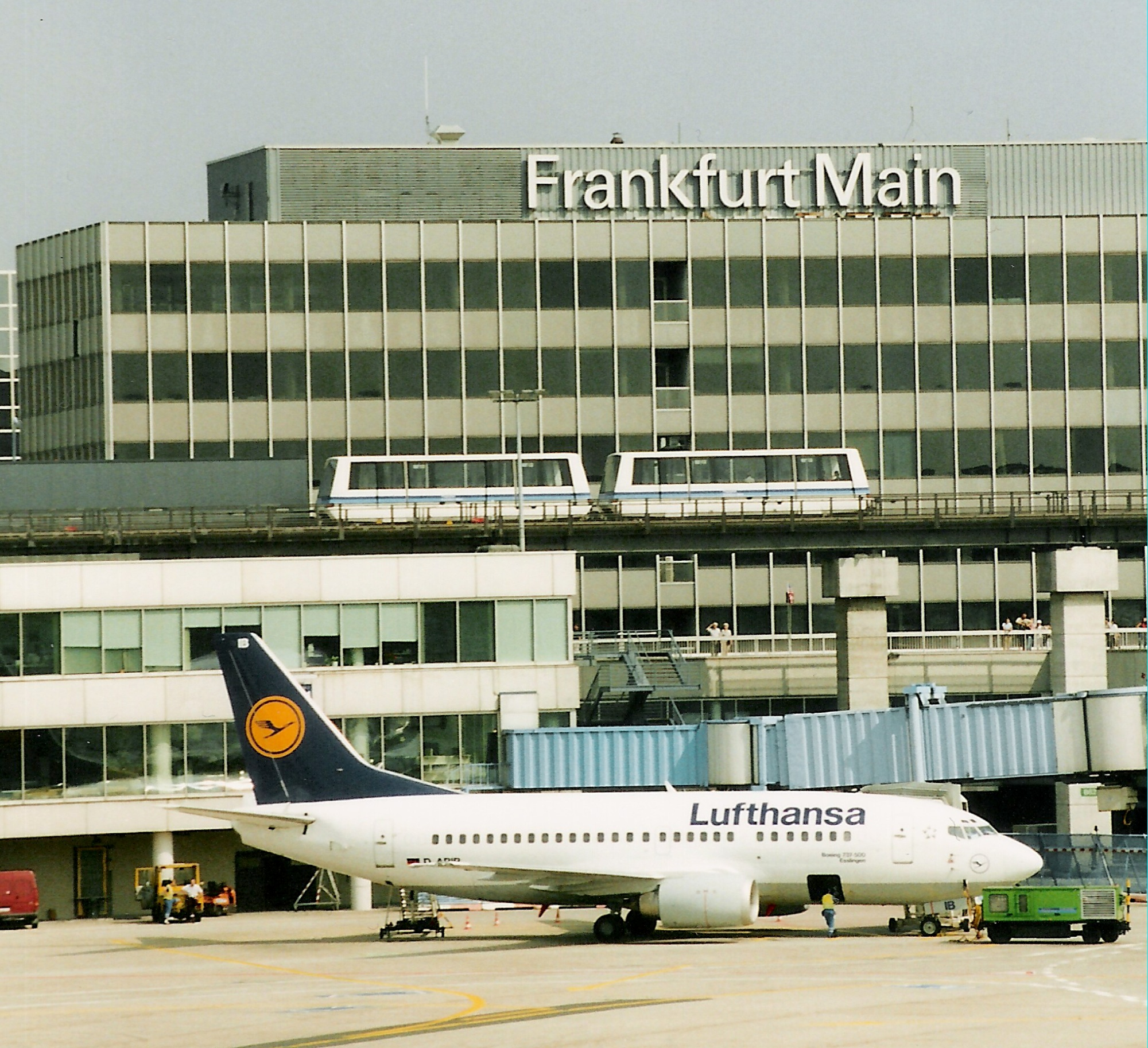
Tren que conecta las terminales 1 y 2 del Aeropuerto Internacional de Fráncfort.

Además, algunos aeropuertos de alto tráfico también ofrecen otros servicios comerciales que permiten incrementar los ingresos del operador del aeropuerto. Ofrecen al pasajero gran variedad de opciones, mientras espera; por ejemplo, almacenes, salas vip, centros de internet, zonas de juegos, lugares de culto religioso, museos, restaurantes, etc.
La forma de la terminal de pasajeros de un aeropuerto trata de maximizar el número de posiciones para el embarque de aeronaves, tratando de reducir las distancias de caminata de los pasajeros. Por esa razón, desde la parte central de los edificios, se desprenden corredores que permiten la conexión con varios aviones. Estos corredores se conocen como "espigones". Muy frecuentemente los pasajeros abordan aeronaves, no desde las posiciones en la terminal, sino en la plataforma.
Cuando las terminales de pasajeros están alejadas unas de otras o distantes de la terminal principal, entran en juego las líneas de autobuses y trenes especiales que conectan una terminal con otra, de modo que faciliten el movimiento de pasajeros y operarios entre todas las terminales.

## Logística y operación de aeropuertos

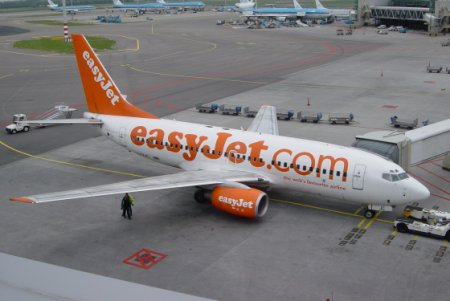
Avión de easyJet en el Aeropuerto de Schiphol, Ámsterdam, Países Bajos, pueden observarse los vehículos en torno a la aeronave.

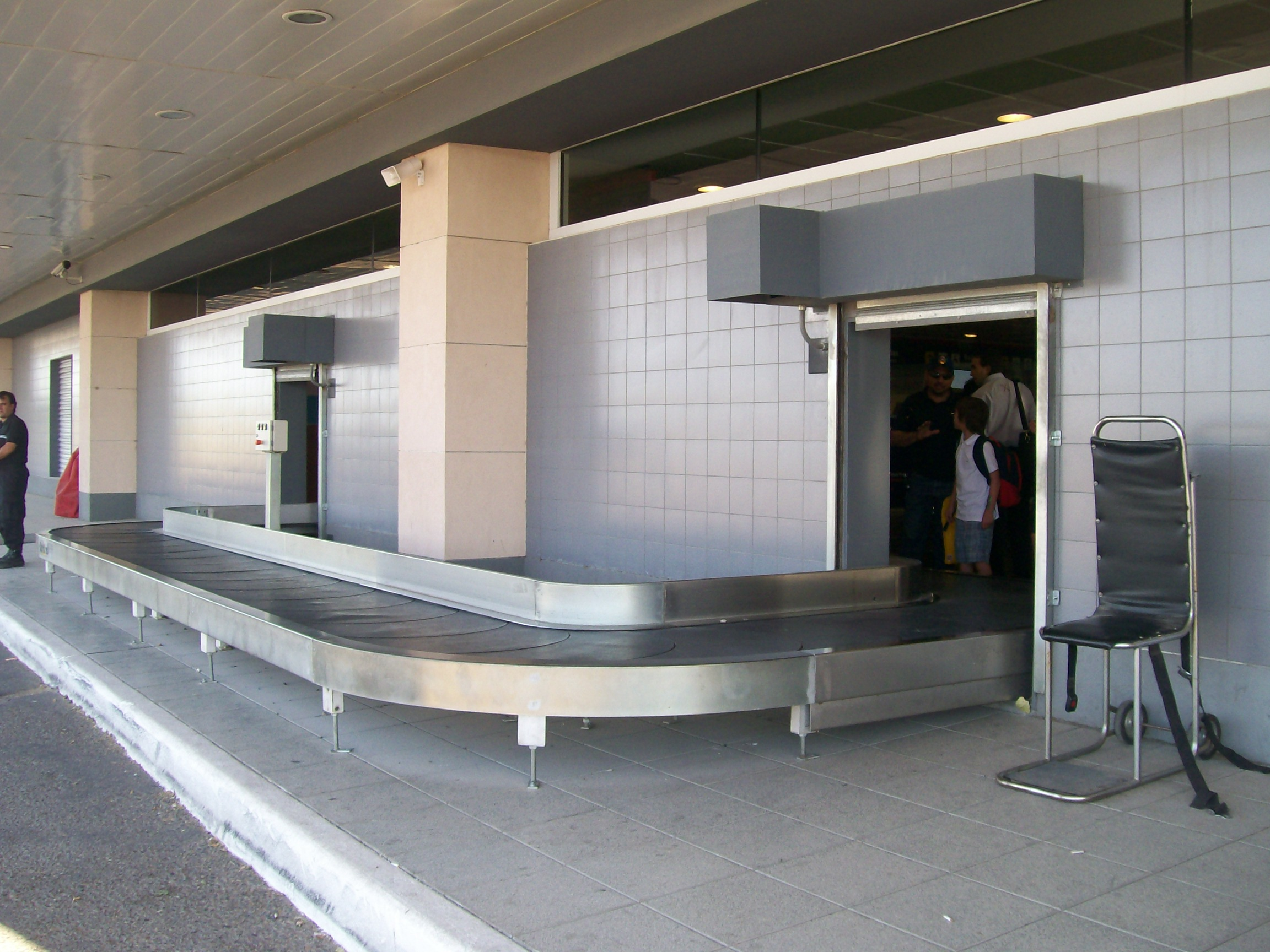
Cinta transportadora de equipaje.

Los aviones no son los únicos medios de transporte presentes en un área aeroportuaria: una amplia variedad de vehículos diferentes actúan dentro del aeropuerto, con una variada gama de servicios, como el transporte de pasajeros, transporte de carga, equipaje, limpieza de las aeronaves. Entre tales vehículos están:
- Los tractores: que son los que empujan al avión en reversa para separarse de la terminal (o los remolcan hacia los hangares en caso de emergencia).[6]
- Los camiones de traslado convencionales y convertibles: son camiones semejantes a los de transporte público que transportan a los pasajeros hacia y desde la plataforma remota donde se encuentra su vuelo, y otros que tienen la capacidad de subir la cabina de pasajeros a determinada altura para quedar directamente en la puerta del avión.
- Los coches de equipaje: son camionetas descubiertas que llevan enganchados varios remolques en los que se transporta el equipaje desde la terminal al avión y viceversa.
- Los camiones de alimentos: son camiones de caja unida en la cual transportan los alimentos para el vuelo desde las cocinas del aeropuerto o la aerolínea hacia el avión. Tienen la capacidad de levantar la caja a la altura de la puerta de entrada de servicios gracias a un sistema de amortiguadores.
- Los automóviles de aerolínea y de servicios auxiliares: son automóviles autorizados para circular por las terminales y avenidas para aportar mantenimiento en caso necesario y revisiones de seguridad a los aviones de su aerolínea, al aeropuerto en general y su correcto uso.
- Los remolques de transporte de combustible: son tráileres con una pipa como remolque en la cual transportan el combustible que se le habrá de suministrar a los aviones antes del vuelo.
- Los camiones de drenaje: son camiones que extraen el agua de desecho utilizada durante el vuelo en los sanitarios y suministran agua limpia para el mismo objeto.

Los vehículos aeroportuarios se desplazan por el aeropuerto a través de avenidas destinadas a ellos. Existen otras pistas, dedicadas a la orientación de las aeronaves, en la plataforma de estacionamiento y en las taxiways (calles de rodaje). Además, cuentan con vehículos de emergencia que deben estar listos en todo momento para atender un percance o emergencia: camiones de bomberos, pipas de agua, ambulancias y vehículos de policía.

### Mantenimiento de los aviones
El servicio de mantenimiento de los aviones que operan en un aeropuerto es generalmente suministrado por la mayor aerolínea operativa en el aeropuerto o por compañías especializadas, en el caso de los aviones de pasajeros. Cabe resaltar que aunque muchos aeropuertos poseen servicios básicos de mantenimiento, solo parte de ellos ofrecen servicios más especializados y complejos.
Durante el período en que la aeronave está estacionada en tierra se le realiza un chequeo a cargo de una empresa de manejo en tierra de aeronaves.

### Carga y correo aéreo
Los aeropuertos poseen generalmente un área designada especialmente al proceso de carga, con hangares destinados al almacenamiento de la carga a ser transportada y equipamientos necesarios para su manejo, así como personal especializado.

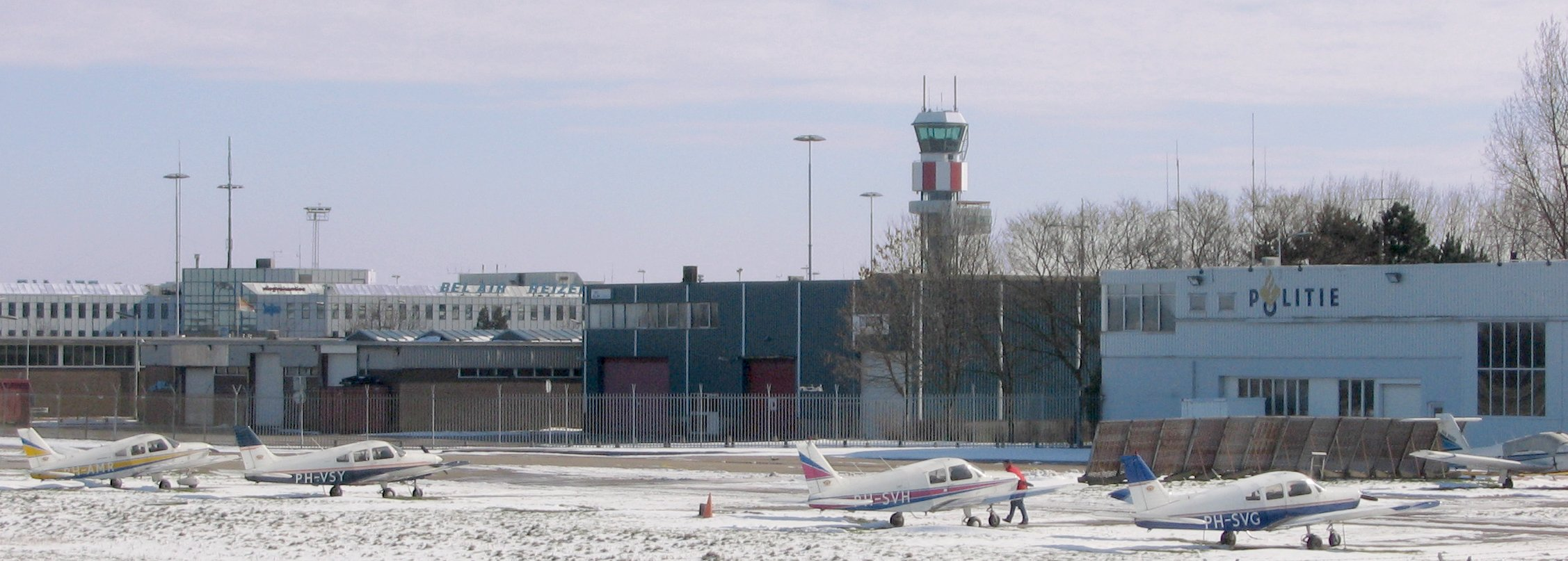
Pequeños aviones en el aeropuerto de Róterdam, Países Bajos.

## Administraciones de los aeropuertos

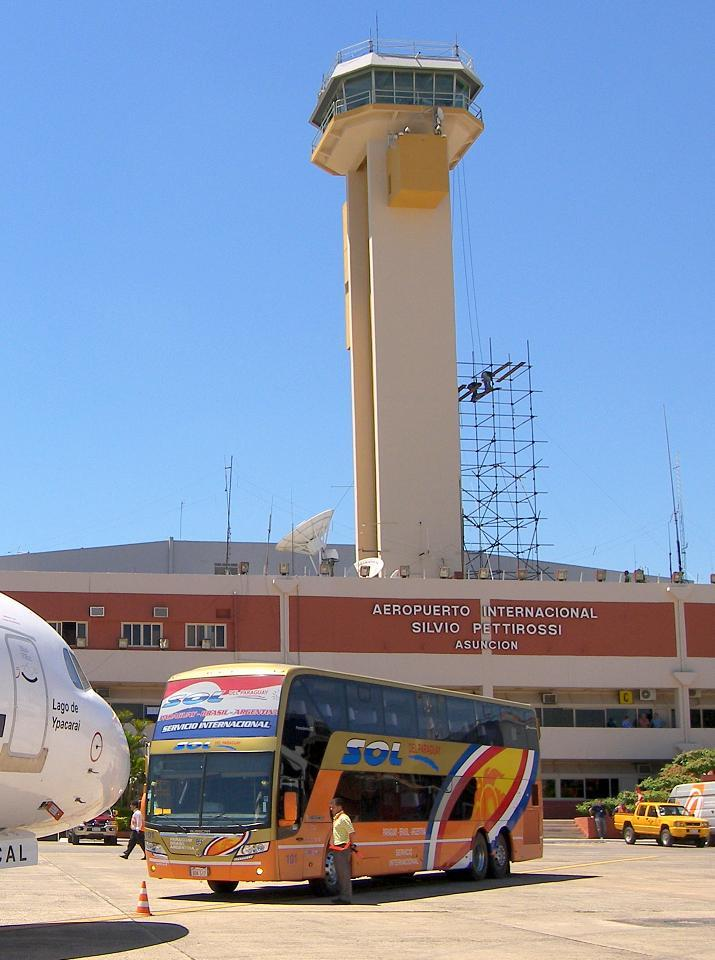
Mantenimiento del Aeropuerto Internacional Silvio Pettirossi de Asunción, Paraguay.

Los aeropuertos son administrados por el Estado, el municipio o por un privado a quién se le ha dado esta tarea en concesión.
El concesionario o administrador del aeropuerto puede tener una concesión mixta; es decir, puede mantener solamente las terminales o solamente las pistas, en la mayoría de los casos se concesionan ambas áreas, para ello deberá contar con empresas tercerizadas o personal propio que se dedique a los rubros de limpieza, mantenimiento de las infraestructuras (ascensores, escaleras mecánicas, refrigeración, calefacción, energía primaria y secundaria, mobiliarios, sanitarios, etc.) corte de áreas verdes, descontaminación de áreas de movimientos (las pistas se contaminan con el desprendimiento del caucho de los neumáticos de las aeronaves al hacer contacto y frenar sobre los pavimentos), mantenimiento de Ayudas Visuales Luminosas (balizamiento de pistas y rodajes) y demás servicios operativos de ambos lados (aire y tierra).
Cuando la demanda de pasajeros y carga lleva a que la infraestructura esté cerca de su capacidad total, pueden ser necesarios algunos cambios, como la expansión de las terminales de pasajeros o carga, nuevas pistas de carreteo, pistas de aterrizaje y despegue y aparcamientos. Cuando esto no es posible, se considera la construcción de un nuevo aeropuerto en la región.
Los ingresos de un aeropuerto se clasifican en operacionales y no operacionales. Los operacionales de dan por las tasas cobradas por el aterrizaje de una aeronave y las tasas a pasajeros. Estas tasas son generalmente reguladas por el Estado o su autoridad de aviación civil. Los precios varían según el aeropuerto. Los ingresos no operacionales del aeropuerto son aquellos asociados a la renta generada por el aparcamiento de automóviles y motos y el alquiler de locales comerciales.

## Seguridad

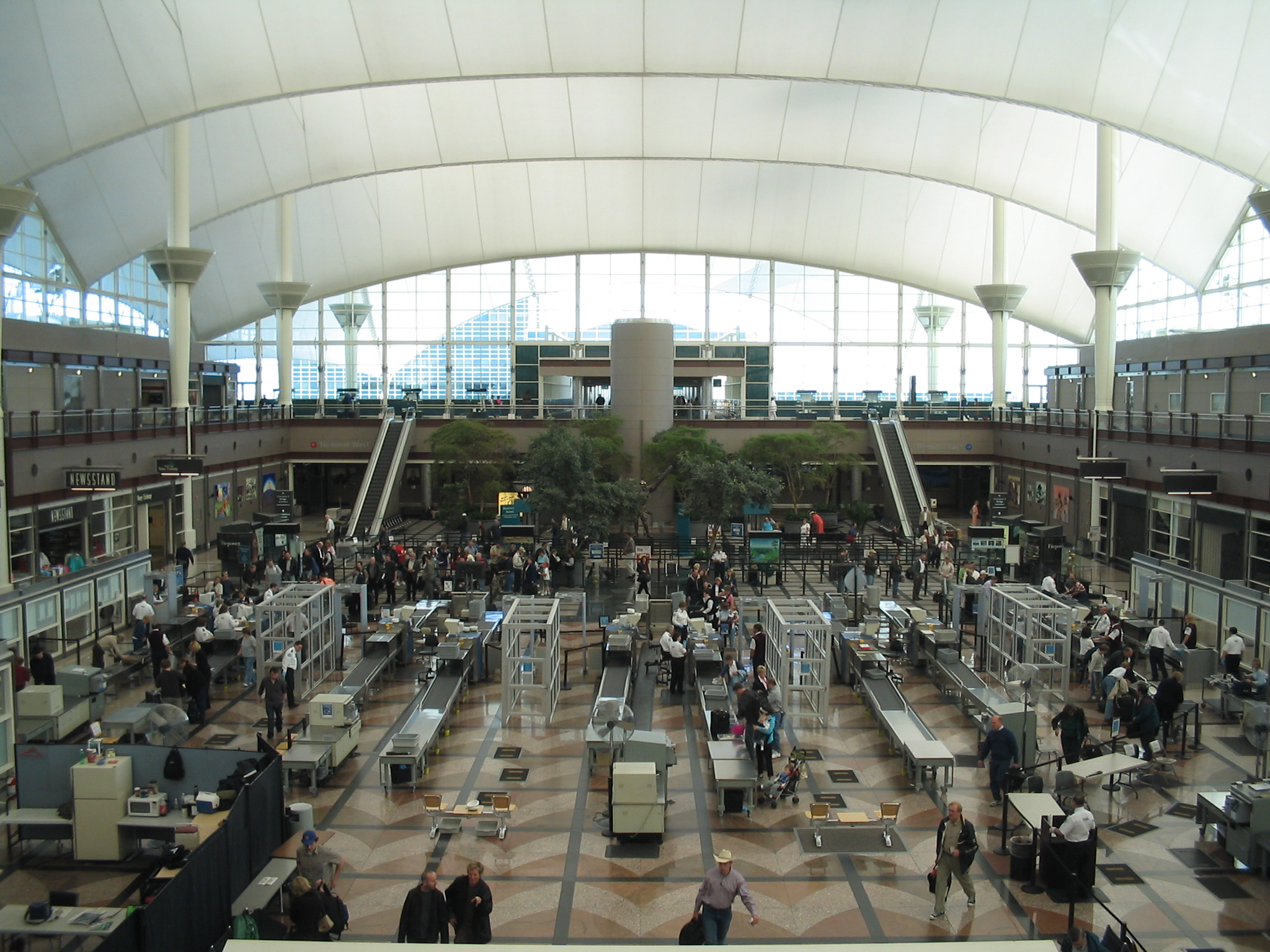
La seguridad es una cuestión muy seria en las terminales de pasajeros. Aquí, el área de inspección de equipaje de mano y de pasajeros en Denver (Colorado)

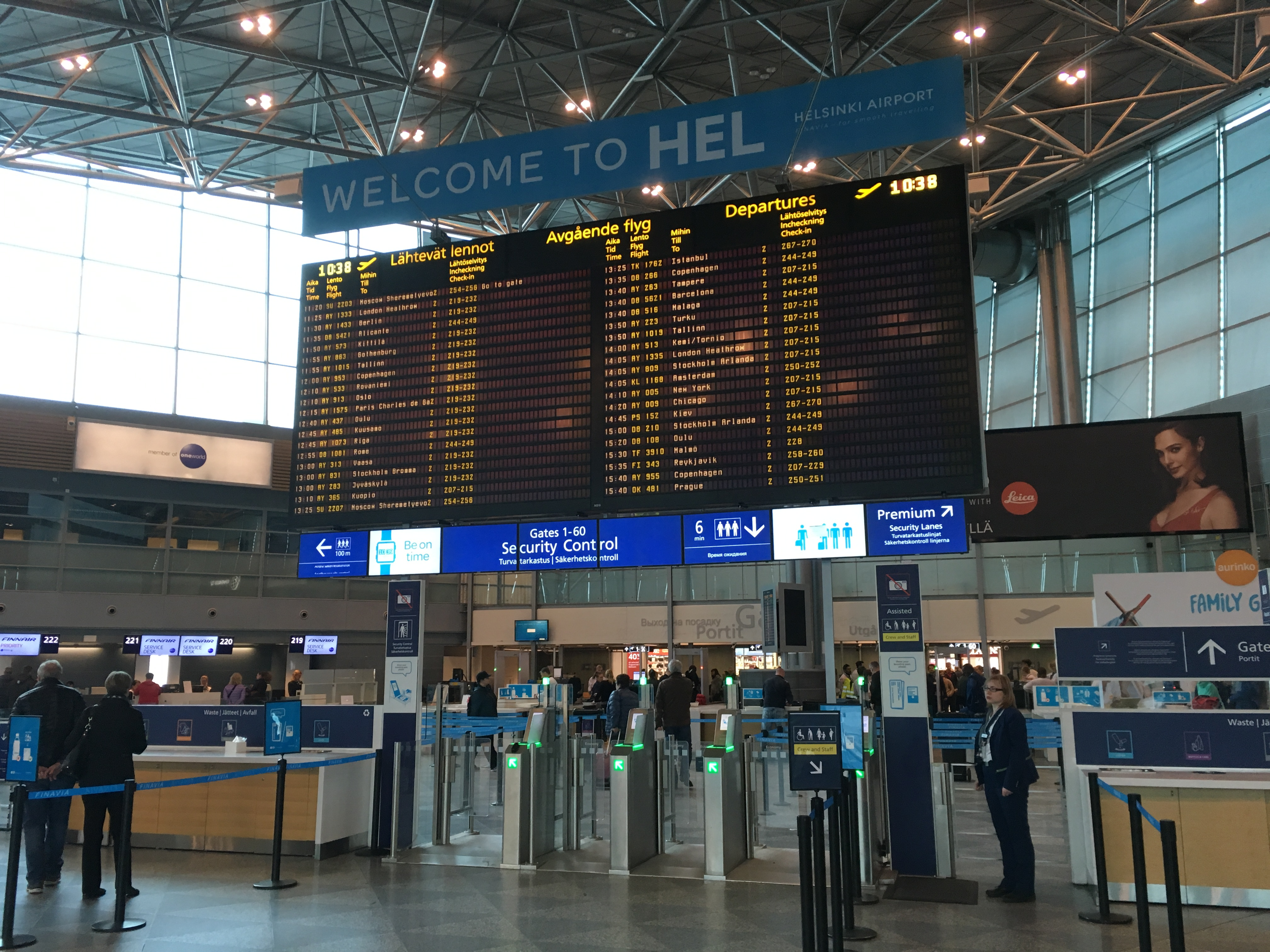
Las puertas de seguridad en el Aeropuerto de Helsinki-Vantaa

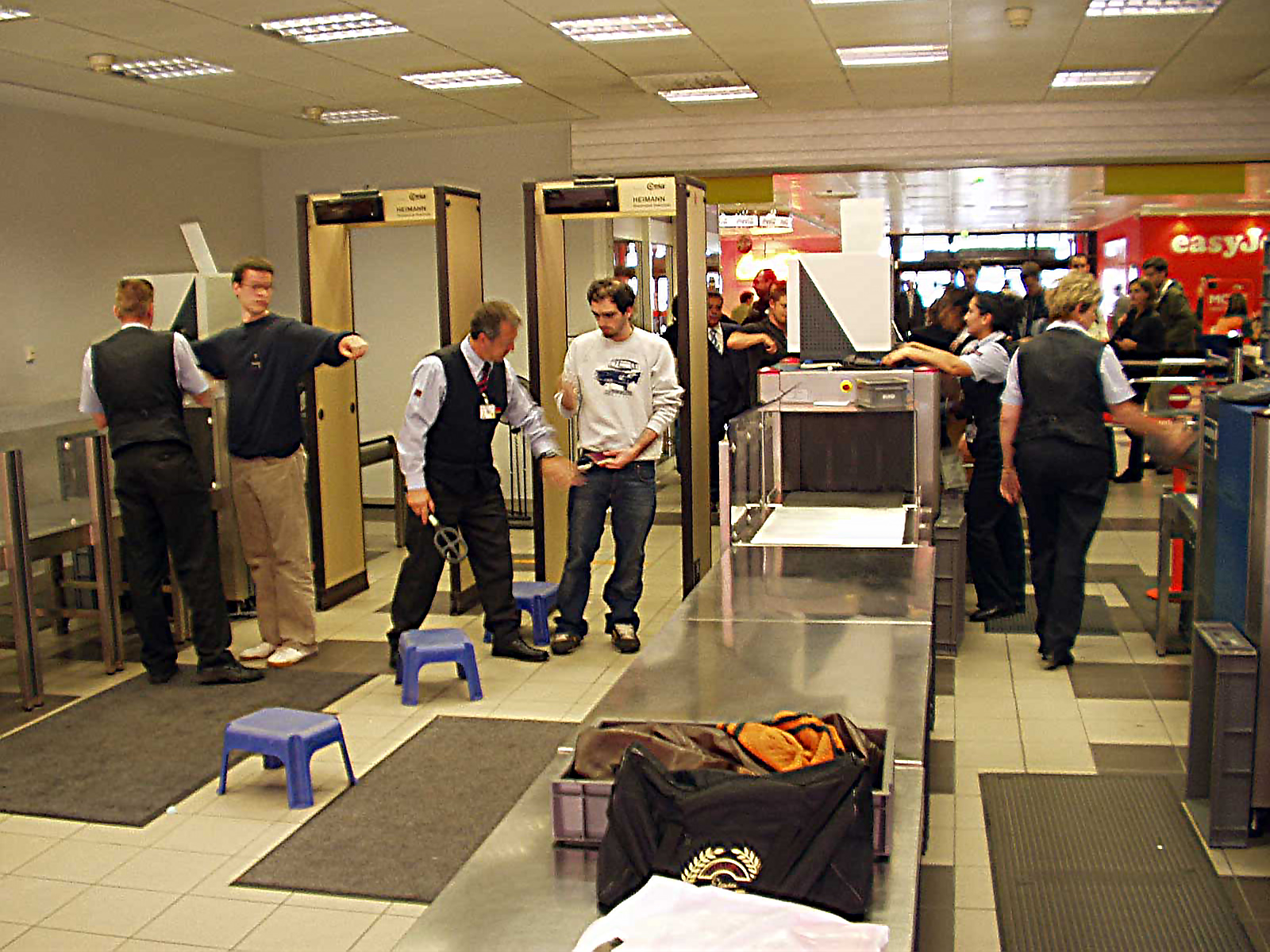
Escáner de equipaje basado en rayos x y pasajeros que caminan por un detector de metales

En lo concerniente a la seguridad aérea es conveniente distinguir entre dos conceptos que, en inglés, se denominan de forma diferente. Uno es la seguridad desde el punto de vista policial o de orden público (en inglés security) que afecta a las instalaciones relacionadas con el tráfico de mercancías y pasajeros; y el otro concepto es el de seguridad en el transporte y la navegación (safety) que afecta, principalmente, a la organización del trabajo de las personas relacionadas con la navegación aérea y al mantenimiento de las aeronaves y los aeropuertos.
La seguridad en los grandes aeropuertos de pasajeros es un asunto muy serio, y los controles en ellos se han incrementado notablemente tras los atentados del 11 de septiembre de 2001.
Las terminales de pasajeros muy concurridas hacen uso de máquinas de rayos X para la verificación de materiales peligrosos, detectores de metales para la detección de armas y animales entrenados en detectar explosivos en un pasajero, equipaje o carga. Los guardas jurados del aeropuerto también pueden realizar una inspección manual a los pasajeros o a su equipaje. Además de objetos considerados armas (armas de fuego, cuchillos, tijeras, etc.), también están prohibidos los objetos que pongan en riesgo la integridad del vuelo, como mecheros, cortauñas, materiales inflamables o explosivos, etc. También se realizan registros para evitar el tráfico de drogas. Problemas como la falta de presupuesto pueden hacer con que tales medidas de seguridad no se realicen como deberían, aumentando el riesgo de atentados o secuestros.
Otras cuestiones concernientes a la seguridad en los aeropuertos incluyen el área de aproximación de aterrizaje de aeronaves, no siempre libre de obstáculos (como, por ejemplo, el antiguo aeropuerto de Hong Kong, con montañas de gran altitud durante la aproximación), o la relación entre el número de operaciones de aterrizajes y despegues en un aeropuerto dado y el tamaño de su pista. Un factor muy importante en la seguridad operacional es el llamado control del peligro aviario y fauna; se denomina así al control que se realiza en las pistas y áreas de maniobras antes que aterrice o despegue una aeronave evitando que las turbinas u otra parte del avión succione o sea impactada por aves o fauna poniendo en peligro la fase del vuelo. Sobre esta materia existen métodos y asociaciones internacionales ya que los incidentes y accidentes causados por aves y todo tipo de fauna han costado a las industrias pérdidas en vidas humanas e importantes daños materiales.
En cuanto a la seguridad aérea en navegación (safety) es muy importante recalcar que es de suma importancia que los pasajeros conozcan cada una de las medidas tomadas por el personal para poder lograr un vuelo seguro. Una de las principales es la operación de las puertas utilizadas como salidas de emergencia, pues todo aquel pasajero que atiende correctamente a las medidas de seguridad que las sobrecargos a bordo dan, puede lograr una evacuación exitosa; la correcta utilización de las mascarillas en caso de una despresurización(pérdida de presión en cabina para atmósfera similar a la del suelo) pues si la colocación y la activación del sistema de oxígeno de la misma no es la adecuada, se corre el peligro de sufrir hipoxia. La constante utilización del cinturón de seguridad puede en mucha medida, prevenir algún accidente durante el vuelo como golpes en la cabeza, esguince cervical etc. (en caso de turbulencia) y la salida del mismo cuerpo a través del fuselaje dañado (en una despresurización). Es de suma importancia que quede claro que cuando los pasajeros de un vuelo, acatan al 100 % las instrucciones de los procedimientos llevados a cabo por la tripulación, se puede obtener un vuelo completamente seguro.

## Sistemas de navegación / radioayudas
La edición radioayuda o radionavegación puede definirse como el conjunto de señales radioeléctricas, generalmente generadas en instalaciones terrestres y recibidas a bordo, que permiten a la Flight Traffic Control guiarse.
Si bien el control de tráfico aéreo (ATC) o la asistencia de las aeronaves en tierra es importante e imprescindible, lo son en igual medida los sistemas de navegación que se encuentran en los aeropuertos. Estos sistemas electrónicos comúnmente llamados radioayudas, son sistemas electrónicos cuyo funcionamiento consiste en una emisión constante de ondas de radio, estas ondas son captadas por el avión que haya sintonizado la frecuencia de esa radioayuda, seguidamente los sistemas del avión traducen esas ondas en datos que son visualizados por la tripulación de cabina. 
Existen varios tipos de radio ayudas entre las que se encuentran el VOR, el ADF, el TACAN, el ILS, etc. 
- el VOR proporciona diversa información al piloto, mostrándole la posición en un momento determinado frente a la estación emisora en cuestión, la mayoría de los VOR's incluyen el sistema de medida de distancia denominado DME.
- el ADF es la radioayuda más básica y funciona como una radio en banda AM y solo informa del rumbo al que está la estación emisora.
- el ILS por el contrario está diseñado casi únicamente para realizar aterrizajes de precisión en condiciones atmosféricas adversas y sobre todo de baja visibilidad. La función principal del ILS es informar a la tripulación si en la aproximación el avión se encuentra en la senda de planeo de la pista, de forma que la toma de tierra sea suave.

## Control del tráfico aéreo

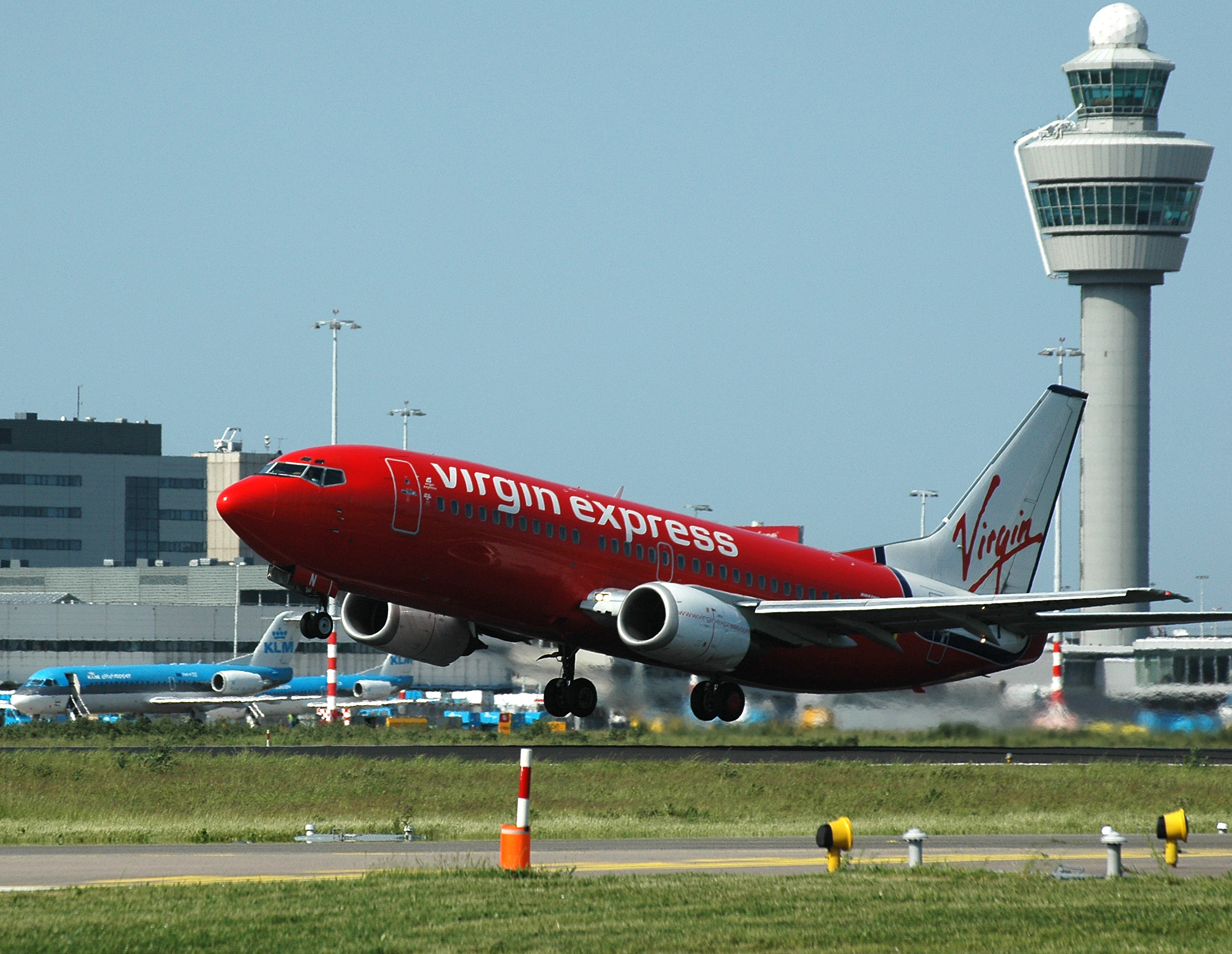
Torre de control aéreo.

Las torres de control organizan el movimiento de aeronaves en tierra y en el espacio aéreo cuando estas se aproximan al aeródromo, y autorizan operaciones de aterrizaje y despegue. Estas torres de control se sitúan en un lugar que permita una amplia visión del aeródromo, así como una amplia visión de aeronaves en aproximación. Varios aeródromos de pequeña dimensión y áreas de aterrizaje, así como algunos aeropuertos de mediana importancia, no poseen torre de control. En estos aeródromos solo se facilita servicio de información de vuelo y no de control.

## Contaminación

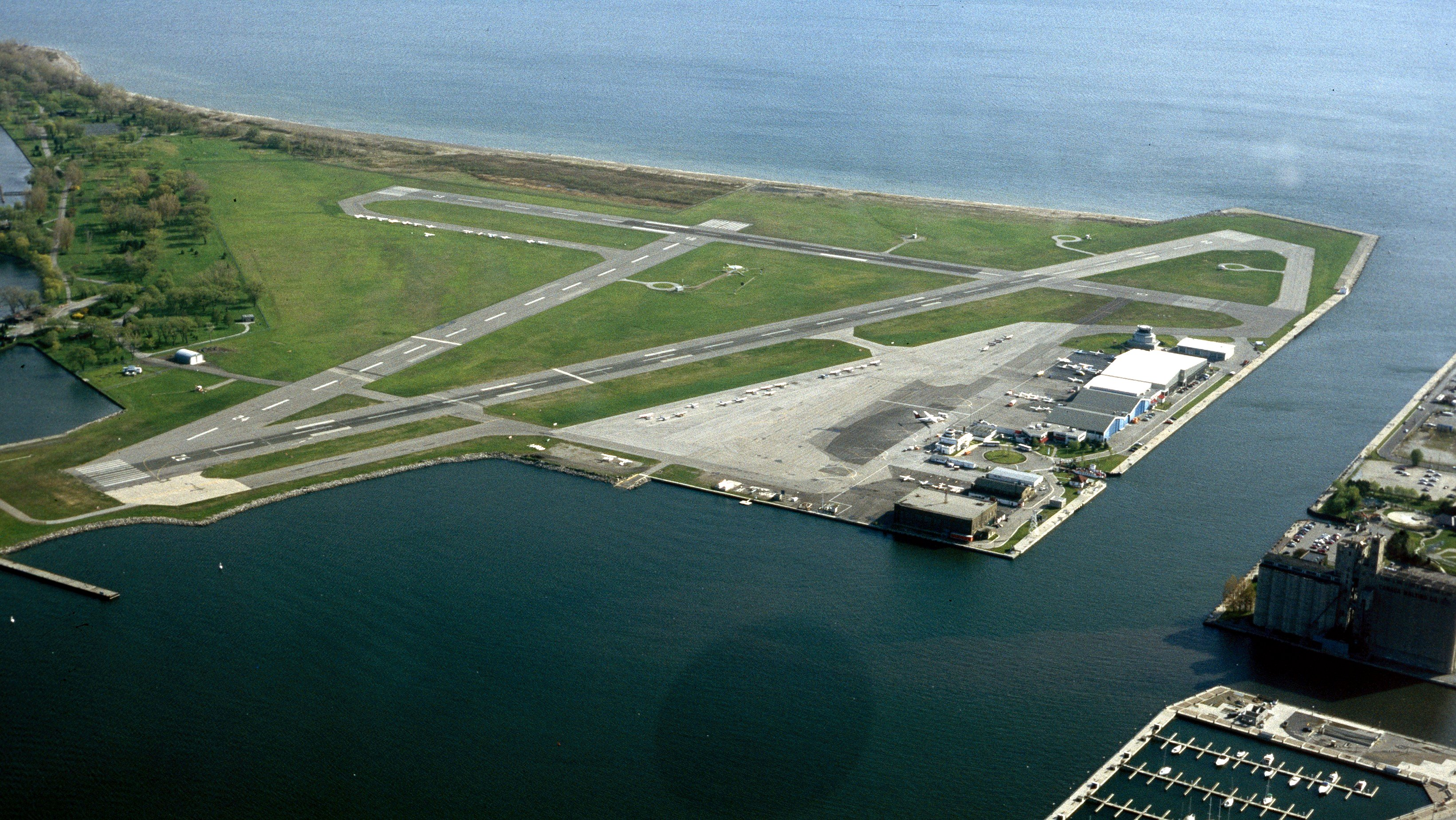
El Aeropuerto Billy Bishop de Toronto, Canadá, localizado próximo al centro de la ciudad, en Toronto Islands Lago Ontario.

Dado el intenso movimiento de aeronaves y de tráfico generado por el movimiento de personas de y al aeropuerto, los aeropuertos son fuente de dos tipos de contaminación:
- Contaminación atmosférica, generada por los motores de vehículos y aeronaves. El mayor problema en este caso es la polución atmosférica generada por el tráfico de vehículos que vienen y van al aeropuerto.
- Contaminación acústica, generada por el bullicio del tráfico de vehículos y por las aeronaves, principalmente en operaciones de aterrizaje y despegue. Es un gran problema principalmente en grandes aeropuertos internacionales, donde las horas de la noche son las más intensas en cuanto al número de operaciones de aterrizaje y despegue.

Tales problemas pueden causar alteraciones en la salud de los habitantes de los alrededores, como problemas de sueño o respiratorios. La construcción de un nuevo aeropuerto no es, generalmente, bien recibida por los habitantes que viven cerca del área escogida.

## Aeropuertos comerciales peligrosos (del mundo)
Los aeropuertos son las instalaciones en las que una aeronave puede realizar el despegue y el aterrizaje con mayor seguridad del mundo. Sin embargo, existen algunos casos en los que las pistas son más cortas de lo normal o con ubicaciones geográficas complicadas haciendo que estas maniobras puedan resultar muy complicadas de realizar. A continuación, se recoge una lista donde se ven reflejados los aeropuertos más peligrosos del mundo.
| Aeropuerto                                      | Motivo peligrosidad                                                                                                   | Localización            | Estado    |
| ----------------------------------------------- | --- | ----------------------- | --------- |
| Aeropuerto Internacional Princesa Juliana       | Pista cercana a la playa, los aviones pasan cerca de los bañistas.                                                    | Sint Maarten            | Operativo |
| Aeropuerto de Gibraltar                         | Pista atravesada por una autovía.                                                                                     | Gibraltar               | Operativo |
| Aeropuerto Internacional de Paro                | Pista difícil con solo 8 pilotos con licencia para aterrizar.                                                         | Bután                   | Operativo |
| Aeropuerto Juancho E. Yrausquin                 | Pista en el extremo de la isla.                                                                                       | Isla de Saba            | Operativo |
| Aeropuerto de Madeira                           | Pista pegada al mar sobre soportes artificiales (difícil aterrizaje)                                                  | Madeira                 | Operativo |
| Aeropuerto de Narsarsuaq                        | Pista rodeada de montañas.                                                                                            | Narsarsuaq              | Operativo |
| Aeropuerto de Congonhas                         | Aeropuerto situado dentro de la ciudad.                                                                               | São Paulo               | Operativo |
| Aeropuerto Internacional Toncontín              | Pista corta rodeada de terreno montañoso.                                                                             | Tegucigalpa             | Operativo |
| Aeropuerto de Agatti                            | Pista corta rodeada de mar.                                                                                           | Isla Agatti             | Operativo |
| Aeropuerto Internacional de Kansai              | Aeropuerto situado en una isla artificial que enfrenta terremotos,ciclones y un fondo marino inestable                | Región de Kansai        | Operativo |
| Aeropuerto Internacional de Wellington          | Pista corta que termina con una caída al océano.                                                                      | Wellington              | Operativo |
| Aeropuerto de Bangda                            | Aeropuerto situado a una gran altura, haciendo que el oxígeno tenue haga estragos en los motores.                     | Tíbet                   | Operativo |
| Antiguo Aeropuerto Internacional Mariscal Sucre | Rodeado por un terreno montañoso, volcanes activos y una zona propensa a la niebla.                                   | Quito                   | Cerrado   |
| Aeropuerto Tenzing-Hillary                      | Pista muy corta rodeada de montañas.                                                                                  | Himalaya                | Operativo |
| Aeropuerto Internacional de Los Ángeles         | Aeropuerto muy transitado, considerado el más peligroso de Estados Unidos.                                            | Los Ángeles             | Operativo |
| Aeródromo Ice Runway                            | Pista de hielo. | Antártida               | Operativo |
| Aeropuerto Internacional Kai Tak                | Pista rodeada de montañas, con edificios al norte y uno de los extremos prácticamente dentro del puerto de la ciudad. | Hong Kong               | Cerrado   |
| Aeropuerto Gustaf III                           | Pista muy corta. | San Bartolomé (Francia) | operativo |
| Aeropuerto de Gisborne                          | Pista atravesada por un tren.                                                                                         | Nueva Zelanda           | Operativo |
| Aeropuerto Internacional Don Mueang             | Pistas situadas entre un campo de golf de 18 hoyos.                                                                   | Tailandia               | Operativo |
| Altipuerto de Courchevel                        | Pista muy corta rodeada de montañas.                                                                                  | Alpes                   | Operativo |
| Aeropuerto de Barra                             | Las aeronaves usan la playa como pistas.                                                                              | Barra (Escocia)         | Operativo |

## Aeródromos militares (bases aéreas)

La cubierta de vuelo en ángulo permite despegues y apontajes simultáneos.

Un aeropuerto (aeródromo) militar permite las operaciones de aeronaves militares. Es operado por la fuerza aérea. Los aeródromos acuáticos (portaaviones) también permiten la aviación militar.
Los criterios de localización de los aeropuertos militares en el territorio son diferentes a los de los aeropuertos de aviación comercial o aviación general, ya que se localizan en lugares estratégicos para la defensa o el ataque, o que permitan el patrullaje de fronteras.

## Estadísticas de aeropuertos comerciales

### En el mundo

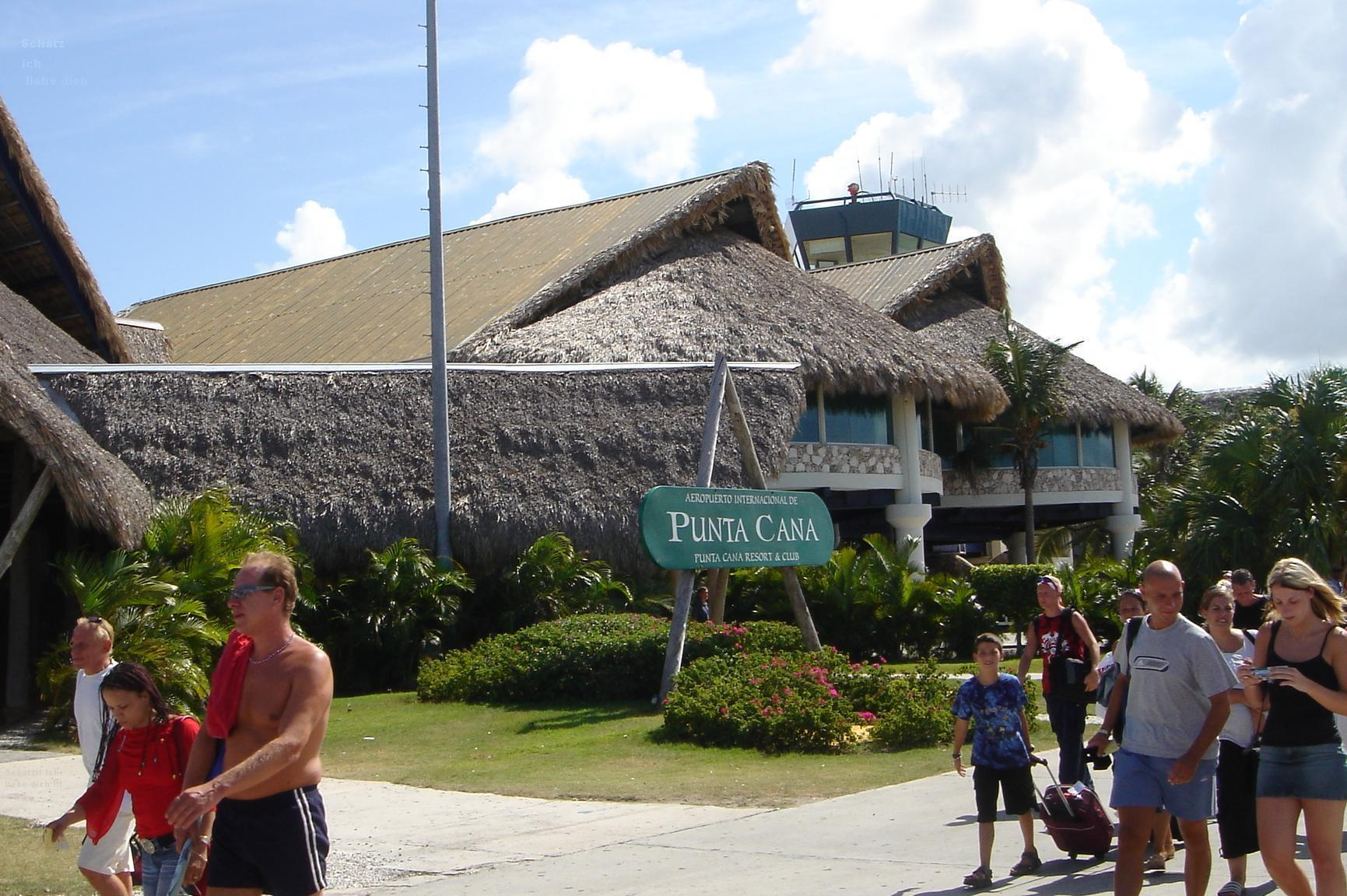
Aeropuerto Internacional de Punta Cana

- El mayor aeropuerto del mundo es el Aeropuerto Rey Khalid, en Arabia Saudita, con un área total de 225 kilómetros cuadrados. En América, el mayor aeropuerto es el Aeropuerto de Mirabel, Canadá, con 150 kilómetros cuadrados.
- El mayor aeropuerto en afluencia de pasajeros es el Aeropuerto Internacional Hartsfield-Jackson, en Atlanta, Estados Unidos, con una afluencia de 92 millones de pasajeros por año, seguido por el Aeropuerto Internacional O'Hare, Chicago, también en los EE. UU., que movió 65 millones de pasajeros en 2004.
- El mayor aeropuerto de tráfico internacional del mundo es el Aeropuerto Internacional John F. Kennedy, en Nueva York, Estados Unidos, con una media de 560 000 aterrizajes y despegues por año. Un 80 % de su movimiento anual de 45 millones de pasajeros es a través de vuelos internacionales.
- El mayor aeropuerto de tráfico local del mundo es el Aeropuerto Internacional de Los Ángeles. Cerca de un 60 % de su movimiento anual de 60 millones de pasajeros posee como destino o punto de partida la región metropolitana de Los Ángeles (EE. UU.)
- El aeropuerto de carga aérea con más afluencia del mundo es el Aeropuerto Internacional de Memphis, EE. UU.. Allí está localizado el centro operacional de FedEx.
- El aeropuerto más alto del mundo es el Aeropuerto de Bangda, en el Tíbet, situado a 4739 msnm.
- El único aeropuerto del mundo con operaciones de tráfico de pasajeros sobre una playa, es el Aeropuerto de Barra, en Escocia.[10]
- El Aeropuerto de Gibraltar es el único aeropuerto del mundo en el cual la pista de aterrizaje es cortada por la carretera más transitada de la ciudad.[11]

### En Latinoamérica

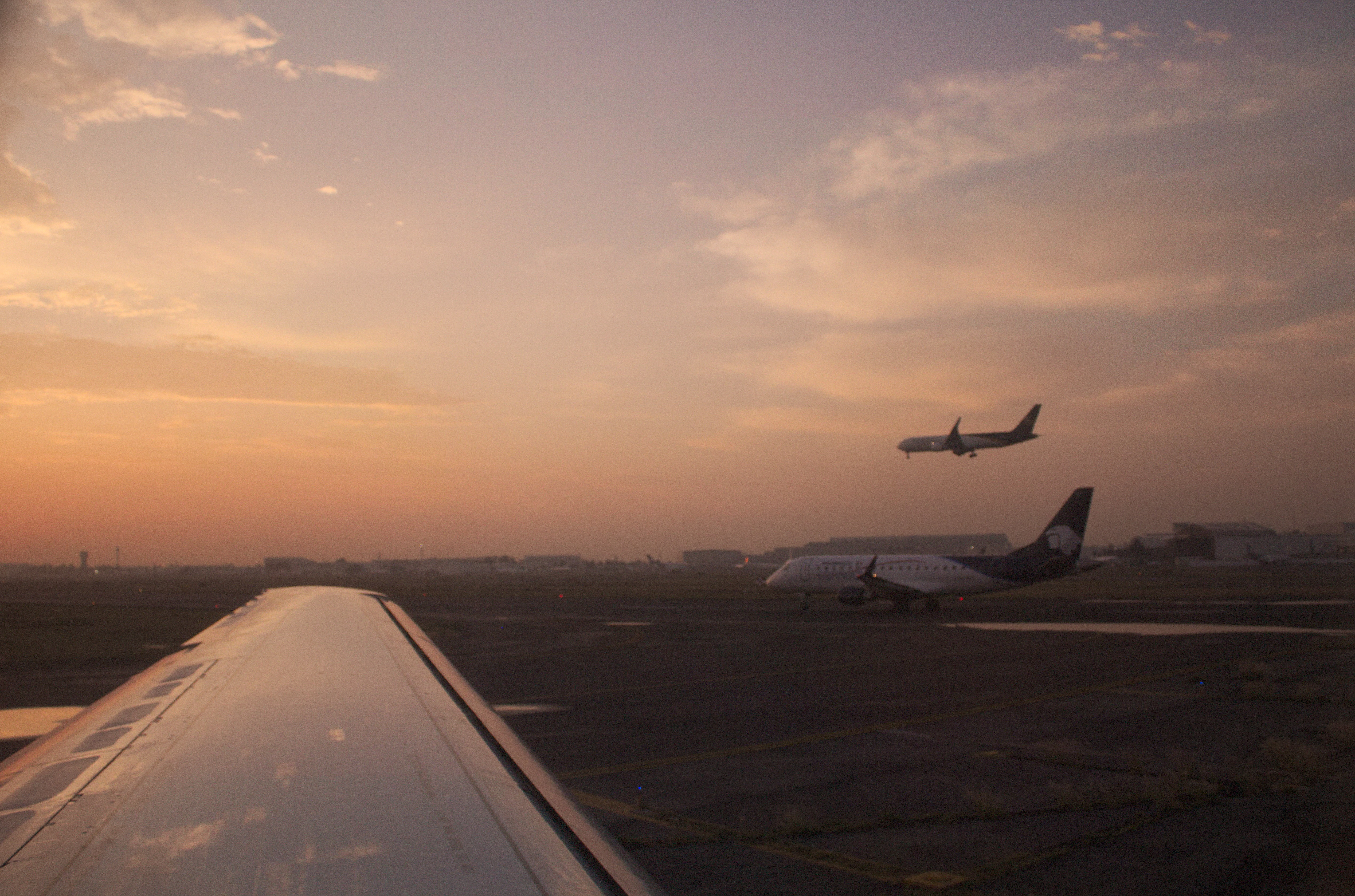
Aeropuerto de la CDMX

- La terminal más moderna de la región es el Aeropuerto Internacional Jorge Chavez, de Lima, Perú, el cual se construyo la nueva terminal que inicio operaciones en junio de 2025.
- El Aeropuerto Internacional Juan Santamaría, Aeropuerto Internacional de Tocumen y el Aeropuerto Internacional de El Salvador, son los aeropuertos más importantes de América Central.
- El Aeropuerto Internacional de Ezeiza en Buenos Aires, Argentina, es el único aeropuerto de América Latina que opera vuelos a los cinco continentes.[12]
- El aeropuerto latinoamericano con más tráfico de personas nacional e internacional es el Aeropuerto Internacional El Dorado en Bogotá, Colombia.
- El aeropuerto latinoamericano con más tráfico de carga es el Aeropuerto Internacional El Dorado en Bogotá, tanto internacional como local.
- El aeropuerto con más destinos hacia Latinoamérica es el Aeropuerto Internacional de Miami.
- El aeropuerto con la pista más larga de Latinoamérica es el Aeropuerto Internacional Inca Manco Cápac en la localidad de Juliaca en Perú, más de 4.200 m.
- El país latinoamericano con más destinos internacionales es México, principalmente a Estados Unidos.
- El aeropuerto europeo con más conexiones a Latinoamérica es el Aeropuerto de Adolfo Suárez Madrid-Barajas en (Madrid), seguido de los aeropuertos de Schiphol en Ámsterdam, Gatwick en Londres, Charles de Gaulle en París y el Aeropuerto Internacional de Fráncfort del Meno.
- El aeropuerto más cómodo votado por pasajeros es el Aeropuerto Internacional de Carrasco de Uruguay.